# 回族
回族（漢語拼音：huízú），中國民族之一，世居於黃河流域西北地帶，由內蒙古至山西、陝西、甘肅，以至於新疆和中亞一帶，混有蒙古人、波斯人、大月氏人、塞種人、粟特人、阿拉伯人，以至於羌族與藏族等不同血統。蒙古帝國時，以突厥人為主的中亞、西亞色目人，皆統稱為回回，居住在黃河西北地帶的突厥部落也被包括在其中。受中亞與西亞伊斯蘭教傳播的影響，許多回族成為穆斯林，伊斯蘭教故稱為回教。元代之後，由新疆至中國南方的所有穆斯林群體，不分血統，都稱為回族，因此回族遍布全中國。其中，長期居住於中國本部的族群，除了伊斯蘭教信仰外，血統、語言大部份已漢化，使用漢語。
与现代回族相关的先民人群在明代官方资料中被称为“回回”。在清朝，他们被一些汉人视为“熟回”。清史稿中则多称为“回民”。为便于和南疆六城突厥语穆斯林区分，多以所在地籍贯冠以名前，即有“甘回”，“陕回”及“河回”等种类。此外，晚清开始，“汉回”一词也用于描述汉地穆斯林，称“改用汉装者，谓汉回，亦称回回”。在清律中，回族的先民被视为一个按照“民人”方式管理的族群，非宗教团体，但在法律地位上与满洲或蒙古人不同 。中华民国成立後，政府宣扬“汉、满、蒙、回、藏”五族共和之理念，其中“回”泛指中国境内所有穆斯林群体。蒋介石时期的中华民国政府试图将回族视为汉族的分支而不是一个单独的民族，在中华民国国民大会代表名单中被称为“内地生活习惯特殊之国民”。因此，中国回教协会创始人、国民党军事将领白崇禧亦持类似观点。。 在中国大陆以外的学术界，有学者将回族称为“汉语穆斯林”（Chinese-speaking Muslims）、“中国穆斯林”（Chinese Muslims）、“华夏穆斯林”（Sino-Muslims）等。
中華人民共和國成立後，回族成為官方認定的十個信仰伊斯蘭教的少數民族之一，其族群則限縮為通用漢語且主要居住在中國內地各省份的居民，與維吾爾族、保安族等分開。在中華人民共和國之外，尚有中亞東干族、緬甸潘泰人、部分泰国秦霍人，皆屬於回族。

## 族名起源
自古在黃河流域，有多個非漢族的族群居住，如義渠、樓煩、白羊王等，後成為分別隸屬漢朝與匈奴下的各部落，被統稱為胡人。其後有羯人、突厥、鮮卑、粟特人（昭武九姓）、沙陀部等胡人進入居住。在唐朝時，突厥汗國與回鶻相繼控制此地，許多粟特人、沙陀人與突厥人部落在此活動。
回回或回族的名稱起源於回鶻的漢語翻譯，「回回」之名最早見於北宋沈括的《夢溪筆談》，當時北宋與西夏間長期戰爭，回回意指居住在河西的甘州回鶻，被宋朝人用來泛稱居住在中國西方地方的夷狄。據中華民國學者呂思勉考據，在宋代時所稱的回回，主要為突厥中回鶻部的人民，他們的先祖為丁零，分布於今新疆一帶，以至於陝西、甘肅一帶。
至蒙古帝國成立時，將中亞、西亞的部落居民，統稱為色目人。南宋彭大雅的《黑韃事略》已有記錄，以回回來稱呼色目人。在元朝時，色目人在中國普遍被稱為回回，元憲宗時，官方已採納「回回」作為色目人的稱呼。
在唐代時，信仰穆斯林的阿拉伯人與波斯人，分別由北方絲路與南方海路進入中國經商並住居。當時生活在中國南方福建、廣東一帶的穆斯林居民被稱為「蠻裔蕃客」、「三世蕃客」、「五世蕃客」，有蔑稱「獠」，尚未被稱為回族。至蒙古帝國時代，西亞色目人中，被稱為「撒兒塔兀勒」（Sartaghul）的穆斯林族群在色目人中的數量增加，成為主流，在元朝中後期，凡是信仰伊斯蘭教的穆斯林，不分來自中亞、西亞、南亞、東南亞和非洲，皆被統稱為回回。至明朝至清朝時，回回被改稱為回民，或回族。與元朝相同，無論是在西亞、新疆，或是陝西、甘肅，或是在福建、廣東、雲南，只要是穆斯林群體，皆被稱之為回族。
回族這個稱呼到中華民國仍然保持下來，為五大民族之一。但在当时民族认同与宗教认同之间没有清晰的界限，回民在大范围内仍然属于一种宗教身份。除了在新疆的维吾尔族，由于其本身鲜明的民族特性而得以脱离“回民”身份；居住在中國内地的穆斯林群體则被中華民國政府稱之為內地回民、內地回教同胞、內地生活習慣特殊之國民等，在承认其宗教特性的基础上、对于其民族属性犹豫不决。對於回族是否屬於漢族，在當時有許多不同見解，如金吉堂說內地回民不是漢族，黄镇磐則說「回以名教，非以名族」。
至中華人民共和國建立之後，回族被确立为一种民族， 同樣信仰伊斯蘭教而從屬於不同民族的群體得以在民族成分上區分。中共的劃分和識別事實上符合明代至清末以來的對中國本部回族人口的慣有認知。根據16世紀以來進入中國的西方耶穌會成員和外交人員的觀察，陜甘滇及華北的回回向來被視為具有外國血統的內附族群。雖然在生活方式上不斷漢化，但是在和主體民族的互動中經常處於被歧視的地位並被賦予蠻夷的特征。 在清代，雖然滿洲統治者普遍不對「諸回」區分，但是一旦處在多個穆斯林群體共處的情況，中國本部回回的民族屬性便被明確指出，而非將其視為「漢人」。如「蒙民惶而愚，纏民巽而惰，回民狡而殘」。此處的回民特指陜甘回變後西遷入疆的回族，而「纏民」則指綠洲地帶的突厥語穆斯林。

### 回族
现时中華人民共和國政府將回族定義為不分宗教的民族， 包括不信奉伊斯蘭教的群體。官方所認定的回族是以通用漢語的穆斯林群體為主體，但少數為不以漢語為母語的穆斯林（例如回輝人）以及擁有西亞等地外國血統的居民（例如色目人後裔）。少数回族人不信仰伊斯蘭教，然而仍保留回族的身份認同及部分習俗。

### 回回

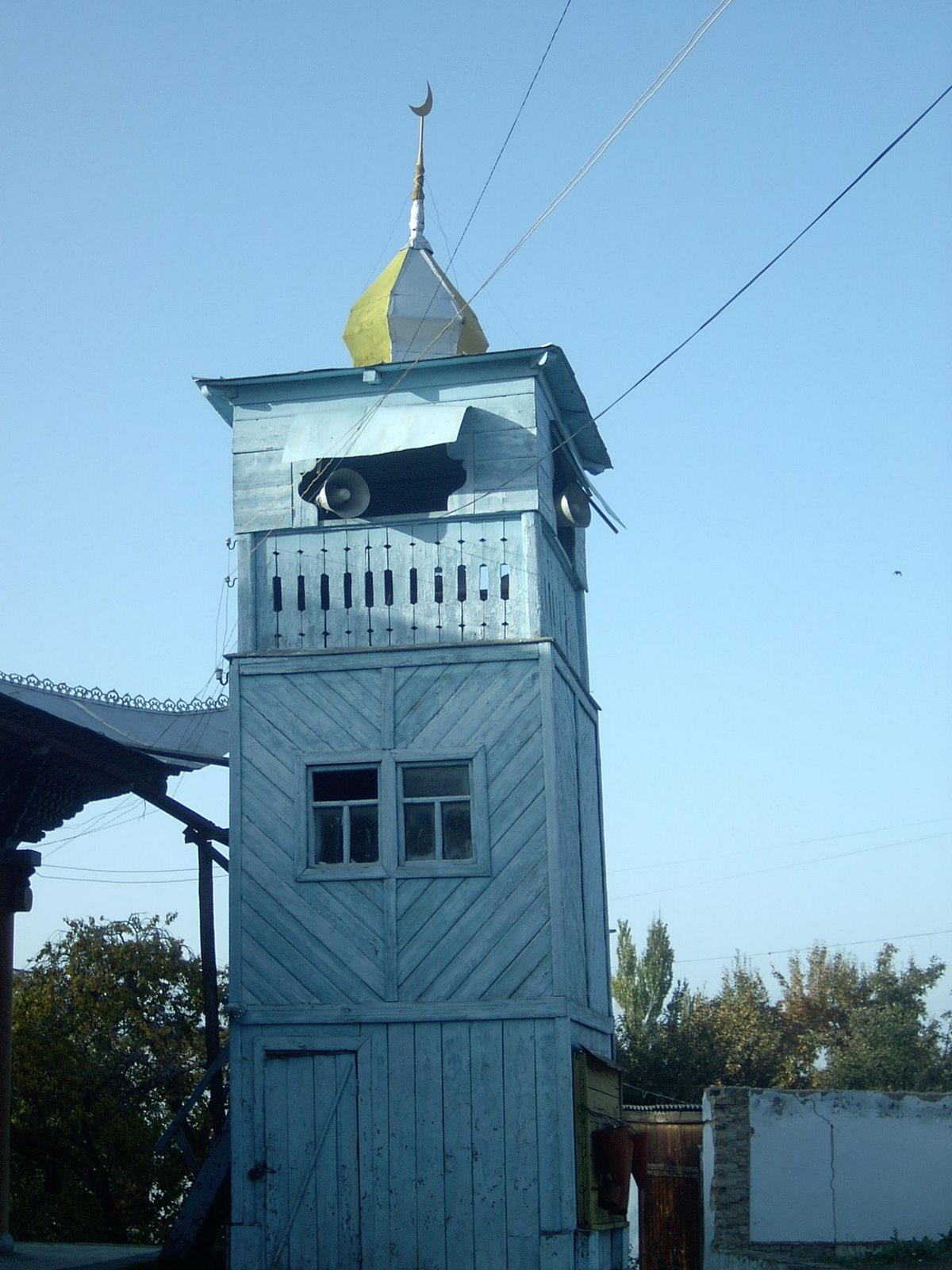
吉爾吉斯斯坦卡拉科爾一座清真的宣禮塔

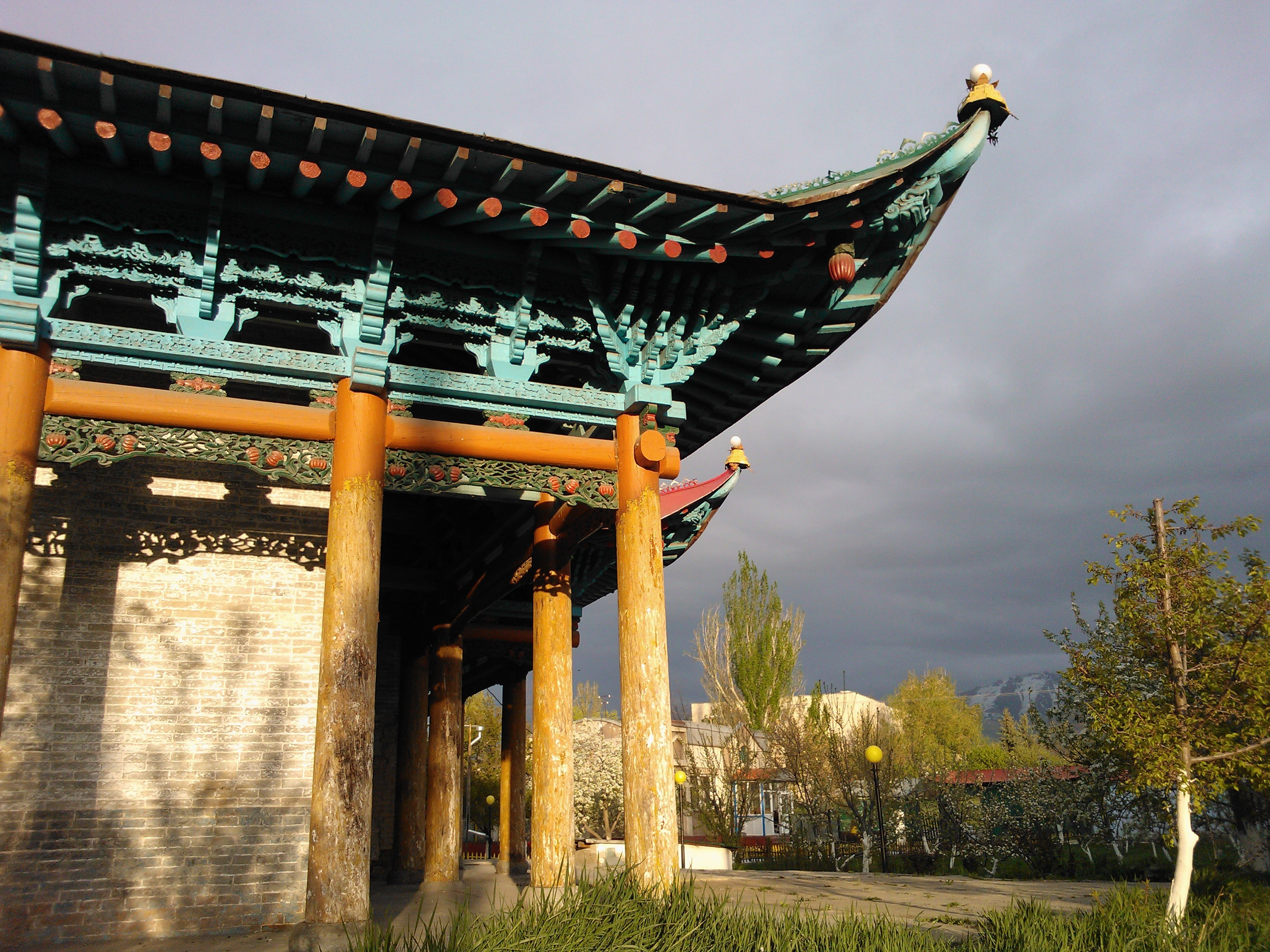
吉爾吉斯斯坦卡拉科爾的一座東干族清真寺

回回是明清時期中原穆斯林（白回）、波斯基督徒（黑回）和猶太人（藍回）的通稱。被認為起源於回紇（回鶻），是8世紀和9世紀回鶻國的名稱，雖然古代維吾爾人不是穆斯林。回回這個名稱在元朝和明朝來泛指所有外國人（穆斯林、景教基督徒或猶太人）。 

### 東干族
東干族（俄語：Дунгане）是中亞和新疆使用的一個名稱，為講漢語的穆斯林。在俄羅斯和中亞國家的人口普查中，回族與漢族不同，稱為東干族。然而，在中國和中亞，東干族人都稱自己為「老回回」或「中原人」，而不是東干。
「東干」這個名字有時指所有來漢地的穆斯林，如東鄉族和撒拉族，除了回族。根據報導，回族不喜歡被稱呼東干這個詞彙，一般稱自己為「回回」或「回子」。
在前蘇聯地區，「東干人」（дунгане）一詞成為1870年代和1880年代移居俄羅斯帝國（主要是今天的吉爾吉斯斯坦和哈薩克斯坦東南部）的講漢語的穆斯林後裔的標準稱呼。

### 潘泰人
潘泰人是緬甸對居住在緬甸境內的穆斯林及其後裔的稱呼。潘泰人主要是清代因經商或者雲南戰爭的原因遷移到緬甸境內的雲南回族穆斯林。在泰國，來自雲南的回族穆斯林被稱為秦霍人( จีนฮ่อ )。

## 歷史

### 唐宋
唐朝最初與突厥汗國聯合，後與回鶻聯手。在唐朝時，西域大食（阿拉伯）、波斯多次遣使入唐，不乏兼職商人，其中有留居中國者，稱為「蕃客」。大食還曾派兵協助鎮壓安史之亂，這批士兵也留在了中國。唐天授年間（690-692年），廣州、揚州、泉州的阿拉伯人數以萬計。貞元三年（787年），留居長安的使臣達4000人。乾符六年（879年），黃巢攻入廣州，屠殺伊斯蘭等宗教信眾10-20萬人（據阿拉伯人記載）。足見當時留居中國者甚眾。。
唐朝末年，甘州回鶻控制陝西、甘肅一帶，沙陀突厥佔有山西。回鶻與唐滅亡後，北宋及喀喇汗朝建立。兩宋時期，蕃客絡繹不絕。雲南省保存的《咸陽王撫滇功績節略》中稱咸陽王按即賽典赤·贍思丁始祖所非爾於宋神宗（熙寧年間）「加封寧彝慶國公，厚賜金。散來人於山左右淮泗之間墾種，卒贈朝奉王……。」喀喇汗朝則以伊斯蘭教為國教，與遼、北宋修好。遼被金擊敗後，耶律大石自立為王，吞併喀喇汗朝，允許伊斯蘭教仍在中亞廣泛傳播。同期伊斯蘭教也在東南亞廣泛傳播。

### 元代
1219—1223年的成吉思汗西征和1256—1260年的旭烈兀西征，把中、西亞納入蒙古帝國版圖，此間被俘虜的奴隸數量達到幾十萬，其中穆斯林稱為「撒兒塔兀勒」，南宋將其翻譯為「回回」。這些穆斯林除了部分工匠、官仕、商人、學者、醫師等外，大部分被編為蒙古國的“西域親軍”、“諸道回回軍”、“阿速回回軍”、“阿兒渾軍”“探馬赤軍”、“哈剌鲁軍”等，被分散安置在大蒙古國各地屯聚養牧，上馬備戰，下馬墾牧。
大蒙古國窩闊台汗六年（1234年）實施了“乙未籍户”制度。来自中亞、西亞一帶的穆斯林有阿拉伯人，波斯人，突厥人。来自阿拉伯的回回被稱為「白帽回回」，來自波斯的被稱謂「黑帽回回」，被大蒙古國正式編入户籍，名之“回回户”。在元朝官方文书或诏令中，回回與其他民族也就明顯區分開来，如元代《祥符圖經》對民族描述是：“蒙古、畏兀儿、回回、也里可温、河西（西夏）、契丹、女真、漢人八類”。

### 明代
明太祖禁止胡語、胡姓、胡服，禁止蒙古、色目人（含回回）內部通婚。此禁令在成祖時期有所鬆弛，在土木堡之變後又得到加強。到嘉靖年間，泉州的回回人多已不通阿拉伯文、波斯文。《大明律》列明：“凡蒙古色目人，聽與中國人為婚姻，要两相情愿，不許本類自相嫁娶，违者杖八十，男女入官为奴。”只有在中国人不愿与回回、钦察結婚時，才允許自相嫁娶。
明朝政府、軍隊中仍有許多回回人，例如明軍曾派遣回回部隊鎮壓西南苗族和當地其他原住民族的武裝反抗，後來还有回回部隊定居在湖南常德，其後裔仍然生活在那裏。元、明兩代时，回回人陸續開始進入雲南。他們多居壩區，由於人多地少，所以雲南回回人多以經商為業，從事起雲南瀾滄江與缅甸之間的馬幫貿易活動。於是漸漸有回族人開始在緬甸定居。19世紀中葉，雲南爆發了杜文秀領導的回民起義。起義失敗後，有大批回回遷入緬甸。

### 清代
清代將不食黑肉（豬肉）的一神論者泛稱為回回（回民），除了河南开封的蓝帽回回，均是伊斯兰教徒。日常使用汉语，漢化回回被稱為漢回、熟回。使用蒙古语族语言，并保持蒙古人游牧生活方式的回回，多称蒙古回回、蒙回，其中甘肅有東鄉回（今東鄉族），以及类似的保安回（今保安族）。使用突厥语族的回回，今青海撒拉族稱為撒拉回。生活在新疆的維吾爾人先民，则被稱為回人、「纏回」、「生回」，在北京又被称为红帽回回。還有番回等称谓。「纏回」、「缠头回」、「缠头回回」亦可称西北地区的回民。中土十回雖然名稱不同，但至少在中華人民共和國建國前並不強調其區別，在生活上甚至在教門革新上保持高度聯繫和一致性。
清代是回民反抗最频繁的一个朝代，回民反清暴动从清朝初年持续到清朝滅亡為止。雖然傳統上回民也受到歷代清朝皇帝的相當優遇，例如能參加科舉考試，且許多人也能在文武兩途出仕，儘管其職位通常並不很高。但在1762年，清帝頒發了歧視回民的法律。例如，陝西和甘肅的回民犯了盜竊和搶劫罪必須充軍到雲南和貴州，有時還處以終生戴枷，比起其他族群在犯同類案件時輕科的笞刑要嚴重。另外，由於十九世紀生活日益困難，漢人愈發將回民看作土地佔有和貿易方面的對手。當漢回兩民訴訟時，漢族官員往往偏袒漢民，而滿族官員又對回民存有偏見，因此裁決很少持平正態度。一些漢族士大夫也對這種情況有所記載：「向來地方官偏袒漢民，凡爭訟鬥毆，無論曲直，皆抑壓回民」，「官吏既袒漢民，又以回之易與也。輒任意出入其法，回眾殺漢者抵死，漢殺回者，令償斂銀二十四兩」，清朝皇帝也記載：「該回民等久隸中華，同受國家覆育之恩，含毛賤士二百餘年，其間登仕版者，亦復不少，豈無天良？何至甘為叛逆？推原其故，始則由地方官辦理不善，遇有互斗等事，未能持平辦妥，以致仇釁日深。」
清朝同治年间，官员腐败，满清在云南统治采取高压手段以达到离间汉族和少数民族的目的。期间发生很多民族起义皆以平等自由为目的。杜文秀清末曾中举人。目睹满清之昏聩，联合云南18族征讨昆明，云南震动。满清派兵弹压。

#### 陕甘回变
19世纪清朝同治年间，清朝的西北地區和西南地区爆发了長達十餘年的同治陕甘回变及云南回变，遍及陕西省和甘肃省、云南省（清朝的甘肃省包括今天的甘肃省，宁夏回族自治区，青海省部分地区），最后被平定。這場同治陕甘回變对陕西省和甘肃省造成了巨大的破坏，平民伤亡巨大。汉回双方互相屠杀泄愤伴随整个事变过程，左宗棠所属汉军在陕西省屠城造成200万回族被杀，致使陕西省仅有西安市还有回族生活痕迹。战争长达13年，甘肃省（包括今宁夏）损失约80%人口。之后，很多回民迁徙到哈薩克斯坦和吉爾吉斯斯坦，逐渐发展成为东干人。东干族现今散布在吉爾吉斯斯坦楚河州和哈萨克斯坦江布尔州，人口约10万。

### 中华民国與中華人民共和國
五族共和中的“回”，乃泛指信仰回教（伊斯兰教）的民族，包括维吾尔族。國民政府时期，民族主义者试图将汉地所有族群都纳入汉族系统，將回族當作說漢語但信仰回教的普通國民。广西的白崇禧和宁夏的马鸿逵等，自我認同是漢人穆斯林。1928年，甘肃发生凉州事变和第四次河湟事变，当地回族和汉族发生冲突，造成数十万人伤亡。
中共立場與國民政府相反。1936年10月中国共产党成立 “陕甘宁省豫海县回民自治政府”。1938年1月，马本斋在河北省沧州献县东辛庄组建抗日武装——回民支队。后马本斋率部参加八路军。3月，马本斋部到河间与马仲三部合编，马本斋被委任为队长，马仲三为副队长，刘文正为政治主任。回民支队成立后，先后参加了第二次胜芳保卫战、青沧战役、子牙河东战斗和南减河等战斗。1942年6月马本斋任八路军冀鲁豫军区第三军分区兼回民支队司令，回民支队为晋察冀边区司令员吕正操所辖。
潘泰人是缅甸对居住在缅甸境内的中国穆斯林及其后裔的称呼，属于缅甸华人的一部分。信仰伊斯兰教哈乃斐派。潘泰人主要是清代因经商、战乱等原因迁移到缅甸境内的云南回族人。主要居住在缅甸（曼德勒、當阳、東枝、佤邦班弄）、老挝和泰国北部地区。

## 習俗

### 飲食

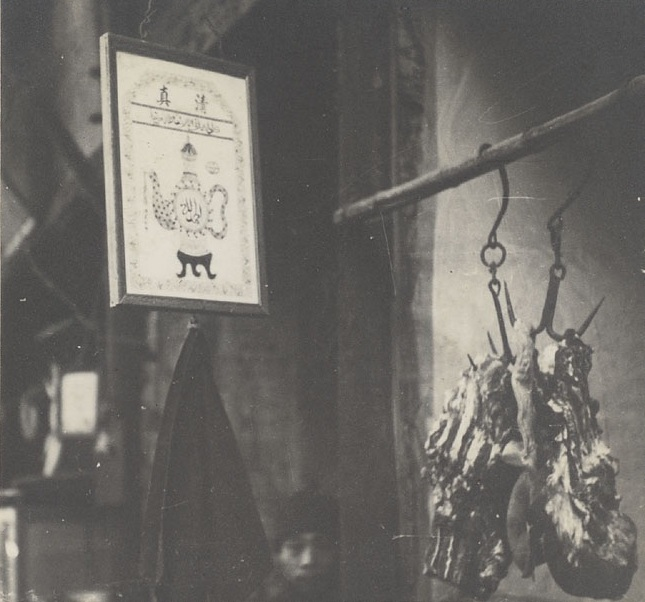
中華民國湖北省漢口，1934-1935年。在回民族買肉店外的店牌有「清真」（حلال ；Halal）兩字，代表伊斯蘭教符合教規食物

回族在飲食上有許多講究和忌諱。這些習俗，蓋源於伊斯蘭教法的哈乃斐派和沙菲爾教法學派的飲食觀點，並且受到古老的中亞和古波斯傳統影響，即清真食品。传统上，由於篤信伊斯蘭教，豬肉、酒水等自然是禁忌。這一特點也是與漢族和其他東亞民族飲食區别最為明顯之處。
- 禽類：吃穀物、有嗉子、似雞嘴的可以吃。如雞、鴨、鵝、鵪鶉、鴿、麻雀、大雁等。似鷹嘴、食肉的則不能吃，如老鷹、梟、騖、禿鷲、烏鴉、喜鵲、啄木鳥等。
- 獸類：反芻（倒嚼）、有四蹄、蹄分兩半、性情馴善的可食。如牛、羊、駱駝、鹿等。反之則不可以，如豬、狗、貓、虎、豹、狼、獅、鼠、蛇、馬、驢、騾、猴及熊、象等。
- 水產：回族一般遵循的哈乃斐教法学派涉及的範圍比較詳細。腹下有鰭，身上有鱗，脊上有刺，有頭尾的，如鯉魚、鰱魚、鯽魚、草魚、黃花魚、帶魚等可以食用。不能食用的有鯨魚、鯊魚、青蛙、烏龜、海豚、海豹、海狗、海獅等，還有“像魚不是魚、叫魚不是魚”的也在禁忌之列，如泥鰍、甲魚、貝類等。沿海地區居住的部分回民食用這類海鮮。
- 蓋碗茶：回族還有喝糖茶的嗜好，也许源自阿拉伯人爱吃甜品的习惯。所選茶葉一般以「陝青」、「茉莉」為主。喝蓋碗茶的花樣甚多，如用陝青茶、白糖、柿餅、紅棗沏泡“白四品”；用磚茶、紅茶、紅棗、果幹沏泡的「紅四品」；用花茶、冰糖、白糖、紅糖、紅棗、核桃仁、桂圓肉、芝麻、葡萄乾、柿餅、果乾等沏泡的「十二味香茶」。

- 其他：如果在旅途中或其他困難的條件下，借用漢族的鍋，也必須用大火燒過一陣，方才使用。回民所吃的牛、羊、雞、鴨等可食畜、禽，在内地一般都請阿訇或者伊斯蘭教學識深厚的人宰，在有些情況下也請懂得宰牲戒規的回民宰牲。回民不稱殺，稱宰。

### 建築
回族建築風格以各地清真寺為典型代表。回族由於信仰伊斯蘭教，往往在居住地先建有清真寺，而聚居在清真寺附近。回族聚居地通常被稱作坊或回坊。
回族清真寺的建築風格因學派而異。格迪目派受中華文化影響，建造了看起來像中國廟宇的清真寺；另一派依赫瓦尼派建造的清真寺則以中東阿拉伯風格為主。
因為長期生活在中國内陸各省份，傳統的回族清真寺是帶有伊斯蘭建築風格的中國傳統建築。現存廣州懷聖寺，北京牛街禮拜寺，西安大清真寺，泉州清淨寺等。

### 服裝

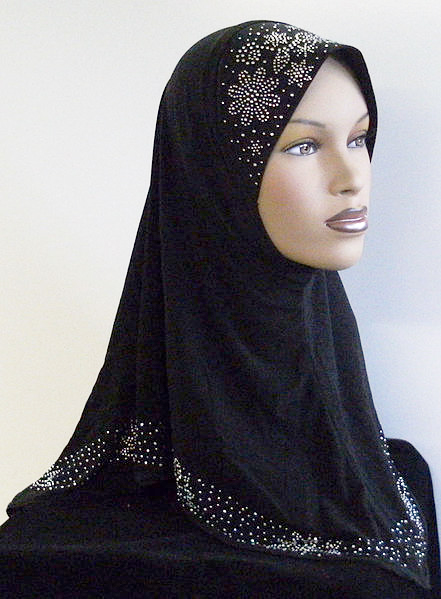
希賈布蓋頭為回民婦女常見服飾

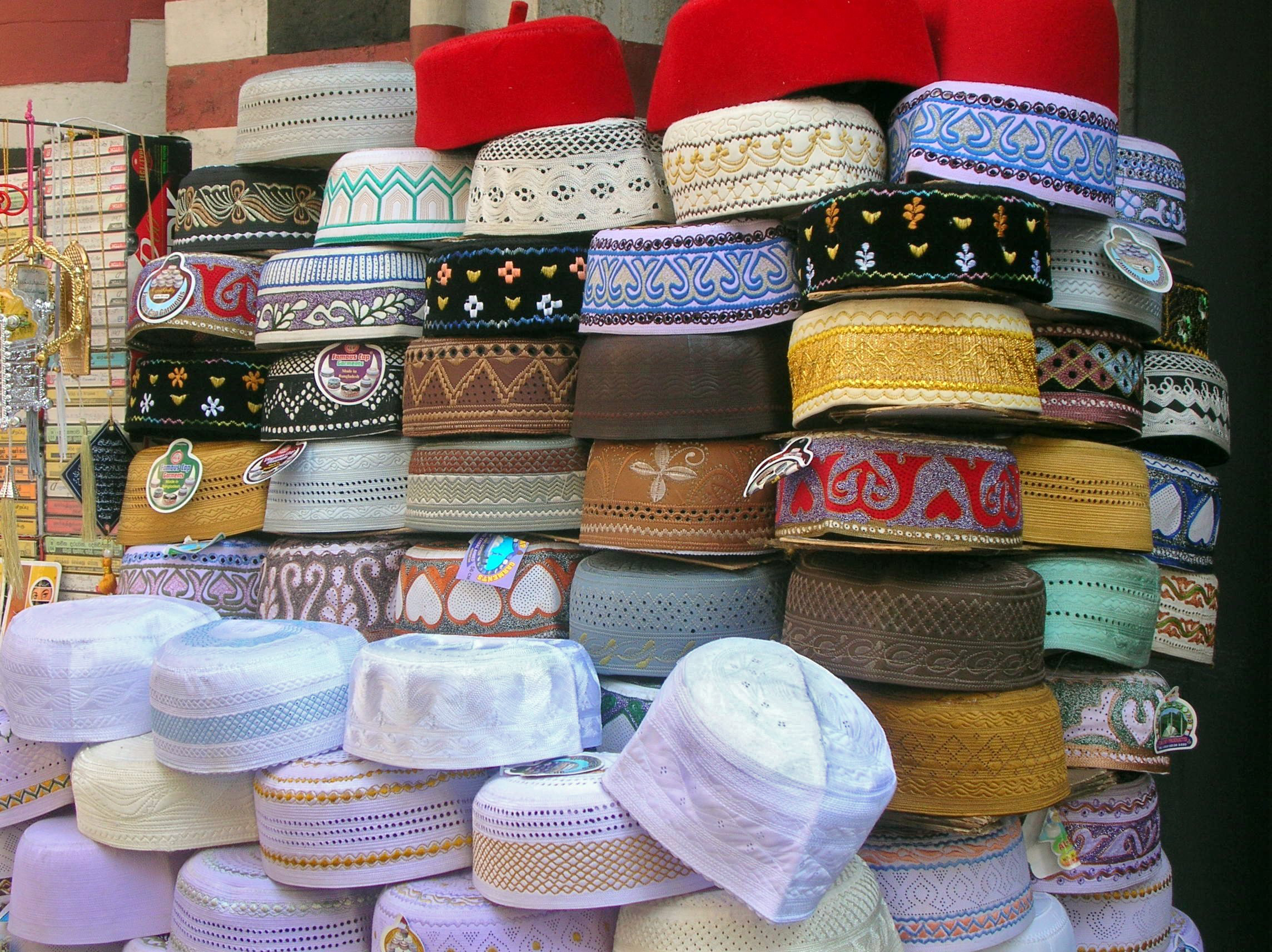
回回帽為回民男子常見服飾

回族民族服裝具有鮮明的民族特色和伊斯蘭教特色。主要有坎肩、戴斯達爾（戴斯他勒）、麥賽海襪、准白、禮拜帽、蓋頭等。
回族的服飾，根據性別形成了男子服飾和女子服飾，且男女服飾區別很大；根據年齡形成幼兒服飾、成年服飾和老年服飾，回族女性服飾分未婚服飾、已婚中年服飾和已婚老年服飾；根據地區和季節、宗教職業形成不同的服飾等。
- 男子服飾

(一)回回帽（塔基亞）
亦稱「禮拜帽」，為穆斯林出於宗教目的而戴，回族穆斯林在禮拜磕頭時，前額和鼻尖必須着地，戴無沿帽行動更為方便，遂發展成為一種服飾習俗。回回帽有白、灰、藍、綠、紅、黑等顏色，有的是純色，也有很多帶伊斯蘭風格裝飾或圖案、文字的，如星月圖案、阿拉伯文的「真主至大」、「清真言」等，可根據季節和場合的不同選擇戴哪種合適。
(二)戴斯他勒（特本）
為波斯語音譯，意為清真寺的阿訇或教長頭上纏的布。回族除了戴白帽外，有些也用白、黃色毛巾或布料纏頭，俗有「纏頭回回」之稱。戴斯他勒長度一般為9尺或12尺。纏頭時有許多講究，前面只能纏到前額髮際處，不能把前額纏到裡面，纏巾的一端要留出一肘長吊在背心後，另一端纏完後壓至後腦勺纏巾層里。過去回族頭纏戴斯達爾的較多，多數回族羣眾習慣戴白帽，清真寺裏的阿訇和毛拉則纏頭的比較多。
(三)麥賽海襪
亦稱麥賽襪子，是北方回族老人冬天穿的一種皮製襪子。
(四)坎肩
是回族男子服飾的一個重要組成部分，表現了回族簡樸、大方的民族特點。男子一般上穿白色對襟褂，外套黑色對襟坎肩，回族根據不同的季節，穿不同的坎肩，有夾的、棉的，還有皮的。既可當外套，又可穿在裡面。回族有尚武習俗，穿上坎肩，挽袖子洗手洗臉、幹活、習武既方便又保暖。
- 女子服飾

(一)蓋頭（希賈布）
是回族等穆斯林婦女傳統的頭巾，用於遮蓋頭髮、耳朵、脖子和胸部，露出面孔。伊斯蘭教把婦女頭髮列為「羞體」，《古蘭經》強調指出，穆斯林婦女必須「俯首下視，遮其羞體」，為了遮髮，同時也為了防沙保潔，於是逐步形成了穆斯林婦女穿戴蓋頭的習俗。蓋頭傳統上有綠、青、白三種顏色，有少女、媳婦、老人之分。一般少女戴綠色的，已婚婦女戴黑色的，有了孫子的或上了年紀的老年婦女戴白色的。戴綠蓋頭顯得清俊嬌麗；戴白蓋頭顯得乾淨持重；戴黑色蓋頭顯得素雅端正。
(二) 大襟
回族婦女的傳統衣服一般都是大襟為主，裝飾內容多樣。

### 婚姻
婚姻方面，回族注重男女双方在民族和生活习惯上的一致，主张族内婚，男女“婚姻无贫富，必择善良”，不重门第、富贵，而注重双方品德和才貌。假若对方不信教，需得信教方可。举办婚礼时要请阿訇念“尼卡哈”，写“依扎布”（证婚书），男方还要给女方聘金（根据男方条件而给予女方并由女方单独拥有支配的一定数量的钱财）。

### 丧葬
按照回族传統，去世称“无常”、逝者称“亡人”。人“无常”后，用写有《古兰经》的白布包裹，男子三层白布：大卧单、小卧单、夹夹，女子会多两层，包括头巾和裹胸，行伊斯兰教式的简单土葬。在回族作家霍达的小说《穆斯林的葬礼》中，对回族的丧葬传统有详细的描述。

### 姓名
回族以汉语为交际语言，和很多东亚文化圈中的民族一样，通常回族姓名与汉族姓名的构成基本上是一致的，由“单字姓”加“单字名”或“双字名”组成。同时受伊斯兰教影响，回族人有经名，即伊斯兰教教名，又叫回回名。经名一般会在孩子出生三天内请阿訇来做取经名的仪式，经名多是伊斯兰教的先知圣人以及寓意美好的阿拉伯语人名。
当代回族人士也会使用名在前姓在后的排列，同时不使用单字或双字名，如节目主持人李咏的女儿就取名为法图麦·李。

#### 姓氏
回族姓氏与汉族姓氏相同，多为单字姓，回族姓氏的形成和由来有主要有五种原因：
1. 由古波斯和阿拉伯語读音引申而来的，如采用汉姓的谐音、近音以名改姓等；
2. 由祖姓演变而来的，如变繁为简、谐音、近音等；
3. 由曾得到过的尊号或源来地名变繁为简、采用谐音等而产生；
4. 由各代皇帝赐给或御批（改）而产生的（一般会使用国姓或不饶口的姓氏）；
5. 历史上因战乱、民族冲突等为避仇躲难而隐姓埋名，或者借用周边汉人邻居、朋友姓氏的（此类考证起来比较难）。

常见的回族姓氏有白姓、马姓、穆姓或木姓（Mohammad）、沙姓 （Sadiq）、丁姓（din），此外，回族人口亦有很多哈姓、海姓、闪姓、纳姓、黑姓、常姓、杨姓、李姓、铁姓及脫姓的人。参见回族十三姓。

#### 名字（经名、官名、乳名）
回族人名同时受汉族文化和伊斯兰教的影响，回族人通常为婴儿取一个经名（阿拉伯人名译音，字数不定）。在入社会或上学时，再起一个单字或双字汉文名字，冠以姓氏称之，回族俗称官名。也保留原有经名的做法。
一般回族只取经名，较少起乳名。近年来，也出现了取乳名的现象。但有乳名的回族，一般都有经名。同时经名可以替代乳名，乳名决不可以替代经名。

#### 尊称
哈吉为阿拉伯语的音译，是完成朝觐的穆斯林尊称。
例如：中国伊斯兰教协会会长陈广元阿訇，被称做哈吉·希拉伦丁·陈广元。

### 宗教信仰
回族信仰伊斯兰教逊尼派，回族伊斯兰教派可分为：
- 老教（格底目派）：该教派在中国历史最悠久，信仰人数最多，通常不主动对外传教，分为四大苏菲门宦，门宦有自己的教主，世袭罔替。各门宦有自己的拱北，即各门宦教主的墓地。
  - 哲合忍耶派（又称高念派）
  - 虎夫耶派（又稱低念派）
  - 格底忍耶派（意为大能者）
  - 库布忍耶派（意为伟大者）
- 新教（伊合瓦尼派）：该教派崇尚唯古兰经论，没有门宦，没有拱北，也没有教主。
- 新新教（塞莱菲耶派）：该教派受到瓦哈比派思想影响，希望改变新教，主张恢复伊斯兰教初期的纯洁信仰和精神。
- 西道堂（汉学派）：该教派以刘智等人汉文著译为传教依据，教权结构实行教主集权制，教主任职终身，但不世袭。

1949年之後，中華人民共和國政府認定回族屬於中國五十五個官方少數民族之一，與維吾爾族及裕固族等分開，並且建立了寧夏回族自治區。「回回民族」經過被識别為一個官方承認的「回族」，固化了之後的「回族」既失去了將已脫離回回伊斯蘭文化的個體排除出這個群體的機會，也失去了外來改宗者加入的可能。文化大革命期間，由于政府的强势干预，「回族」内部形成了一定的世俗化人口。1976年毛澤東過世後，「中國人民」和「各民族」的說法漸漸回歸「中華民族」的方向。
此外，部分回族，特别是集中于福建的东南地区的部分回族现普遍已无宗教信仰。

## 基因遺傳
回族群體的父系單倍群構成情況
人類Y染色體DNA單倍群O-M122在東鄉族、保安族和撒拉族等穆斯林少數民族中存在著，約佔24-30%，這些民族基因遺傳和回族差別不大。而Y 染色體單倍群單倍群R1a（印歐東支基因）佔17-28%。其他單倍包括D-M174、單倍群Q常見於東亞民族和西伯利亞民族。藏緬人、漢人、寧夏回族和遼寧回族共享了相當多的源自東亞本土的父系Y染色體，大多數回族基因都與漢蒙族群和東鄉族相近，小部分有西南亚人和中亚人基因。
中亞各族群對回回群體的形成貢獻非常明顯。從基因遺傳看出回族主體為古代東亞本土居民和信仰伊斯蘭教的中亞西亞人（波斯人，突厥人及其它西部歐亞大陸民族）通婚的後裔，經過好幾代不斷和漢藏等族群的通婚或通過伊斯蘭化以漢人為主的中原人群，其常染和大多數東亞民族差距不大。
2021 年的一項概覽研究估計，中國西北少數民族基因與西歐亞大陸民族相關的混合比例約為 9.1%，與東歐亞大陸民族相關的基因為90.9%。研究還表明，中國西北少數民族（包括維吾爾族、回族、東鄉族、保安族、裕固族和撒拉族）之間存在密切的遺傳親緣關係，這些民族與其他東亞民族，尤其是突厥語族群密切相再次是蒙古語族群和通古斯民族，表示「阿爾泰語系民族」有共同祖先。
另一份以寧夏回族為主要樣本的实施于2021年5月的研究表明，回族人的起源和基因組多樣性意味著西方和東方歐亞人之間復雜的接觸歷史。根據該結果，與全球其他人群相比，寧夏回族與東亞人群的關系最為密切。此外，宁夏回族雖然與本地其他人口共享大部分的基因構成，但他們在遺傳上是有區別的，這歸因於當地回族的非東亞血統。回族經歷了至少兩波混血事件。第一次可能發生在1025年前，反映了唐朝後期和五代十國時期密集的東西接觸。最近的一次混雜發生在500年前，相當於明朝時期。 

## 经济
回族主要从事农业，农户多附带经营牧业或运输业、手工业、小商业。回族工匠在制香、制药、制革、制炮以及矿产的开采上都较。回族以善于经营著称，传统行业有珠宝玉石业、运输业及清真牛羊屠宰和清真食品加工业和餐飲業等。

## 历史贡献
回族在历史上为东西文化、科學交流做出了贡献。为中国引入了波斯的天文学，并曾将中国的造纸术、黑火药传播至西亚。

### 天文學
元朝阿拉伯与波斯科学技术传入中国。元世祖忽必烈在尚未登基之前，就征招“回回为星学者”。回族翻译及带来诸如托勒密的《天文大集》、伊本·优努斯（又译作尤尼）的《哈基姆星表》（又译作《哈基姆历数书》）等天文学著作。1260年，元朝承金國旧制，设立司天台，1271年正式设立回回司天台，1312年设立回回司天监。后来还任用了一大批以札马剌丁（又译作扎马鲁丁、扎马剌丁）为代表的天文学家管理此类工作。

### 醫學
《回回药方》是中国的大型综合性回回医药学典籍，作者不详，原有36卷，少数残本现可见于北京图书馆。该书多以漢語书写，同时夹杂许多阿拉伯语与波斯语医药术语及汉语音译。從残本目录可以看出，《回回药方》是一部包括内科、外科、妇科、儿科、骨伤和皮肤病等科，具有中西特色的医学典籍。原书36卷，现存残卷4卷，残卷目录124页，每页15行，每行上下各列举一个药方。残卷约有三千余药方。

## 中国回族分布
回族是中国分布最广泛的少数民族，也是各省级行政区主要少数民族。中国有回族10,586,087人（2010年人口普查），占少数民族人口的9.33%，占总人口的0.79%，列第三大少数民族。省级行政区中，回族人口过百万的有宁夏回族自治区与甘肃省；回族人口最少的为海南省，有8,372人。回族占少数民族人口比例最高的为宁夏回族自治区，达到98.24%，其次为安徽省（此处严重错误），达到84.84%；回族在少数民族中所占比例最低的为广西壮族自治区，为0.19%。回族占地区人口比例最高的为宁夏回族自治区，达到33.95%，其次为青海省，达到15.62%；回族占地区人口比例最低的为江西省，为0.02%。在宁夏、甘肃、青海、陝西最多。
- 包括宁夏回族自治区在内，有甘肃、河南、山东、安徽、天津、陕西、江苏、山西和上海10个省级行政区，回族占少数民族的比重均超过50%。
- 青海、河北、北京、福建、江西与西藏6个省级行政区，回族为第三大民族。
- 新疆、辽宁、内蒙、湖北与重庆5个省级行政区，回族为第四大民族。回族出現在新疆是满清政府开发新疆，鼓励移民屯垦产生的结果。
- 吉林、黑龙江、四川、湖南、广西和海南6个省级行政区，回族为第五大民族；在浙江与广东，回族分别为第六与第八大民族；在少数民族人口多、回族人口比较集中的云南与贵州，回族则分别列为第八与第十大民族。
- 除海南、重庆、西藏和广西4省级行政区外，其余省级行政区回族人口占地区少数民族人口的比例超均超过1%。宁夏回族自治区为回族主要主要聚居地，宁夏有回族1,862,474人，占回族人口的18.95%，占地区人口的33.95%。甘肃为回族第二大省级行政区，回族人口过百万，达到1,184,930人。
- 河南、新疆、青海、云南和河北5省级行政区，回族人口超过50万人，依次列第三至第七大回族人口的省级行政区。
- 山东、安徽、辽宁、北京和内蒙5省级行政区回族人口均超过20万人；天津、贵州、陕西、江苏、吉林、黑龙江、四川与福建8省级行政区回族人口均超过10万人；除江西、西藏与海南均有数千人外，其余省级行政区回族人口均超过1万人。

### 回族聚居区
中国于1958年成立宁夏回族自治区，于新疆、甘肃各设有1个回族自治州；青海、河北等6省区设有6个回族自治县、5个回族与其他民族组成的联合自治县；另外河南有3个回族区、内蒙古呼市有1个回族区（回民区）。另外部分省市区份设有回族乡、回族村。

### 回族少数族群分类
除了聚居在中国西北的回族群体外，中国其他地区也有一些迥異的回族族群。
海南岛的回族，又稱回輝人：古代占婆國遺民的後代，因逃離越南對占婆國的侵占和壓迫而移入海南的，現在几乎全部居住在三亚羊栏镇一帶，羊栏回族使用回辉话。据语言学者分析，回辉话與古代占婆國的占語（分佈在現在的越南中南部和柬埔寨東部邊緣）同源。海南岛回族长期以来和大陆回族保持着密切的宗教文化交流，以传统的经堂教育为纽带，海南回族早在清代就被纳入了传统意义上中国回回民族的文化圈，因此在身份认同上也普遍和中国回族无异。

#### 回族自治地方
- 自治区
  - 宁夏回族自治区

- 自治州
  - 昌吉回族自治州（新疆）
  - 临夏回族自治州（甘肃）

- 自治县
  - 门源回族自治县（青海海北）
  - 化隆回族自治县（青海海东）
  - 民和回族土族自治县（青海海东）
  - 大通回族土族自治县（青海西宁）
  - 孟村回族自治县（河北沧州）
  - 大厂回族自治县（河北廊坊）
  - 巍山彝族回族自治县（云南大理）
  - 寻甸回族彝族自治县（云南昆明）
  - 焉耆回族自治县（新疆巴音郭楞）
  - 张家川回族自治县（甘肃天水）
  - 威宁彝族回族苗族自治县（贵州毕节）

- 回族区
  - 顺河回族区（河南开封）
  - 管城回族区（河南郑州）
  - 瀍河回族区（河南洛阳）
  - 回民区（内蒙呼市）

#### 回族乡镇
- 常营回族乡	（朝阳区）
- 牛街（北京市西城区）
- 于家务回族乡	（通州区）

- 么六桥回族乡	（东丽区）

- 彭家庄回族乡	（石家庄新乐市）
- 九门回族乡	（石家庄藁城区）
- 高头回族乡	（石家庄无极县）
- 陈村回族乡	（邯郸邱县）
- 营镇回族乡	（邯郸大名县）
- 凌云册回族满族乡	（保定易县）
- 号头庄回族乡	（保定定州市）
- 大二号回族乡	（张家口沽源县）
- 王家楼回族乡	（张家口怀来县）
- 管家务回族乡	（廊坊永清县）
- 大围河回族满族乡	（廊坊文安县）
- 南关蒙古族乡	（承德丰宁满族自治县）
- 羊二庄回族乡	（沧州黄骅市）
- 新村回族乡	（沧州黄骅市）
- 果子洼回族乡	（沧州河间市）
- 本斋回族乡	（沧州献县）
- 大褚村回族乡	（沧州沧县）
- 杜林回族乡	（沧州沧县）
- 李天木回族乡	（沧州沧县）
- 捷地回族乡	（沧州沧县）

- 包头东河区梁上	（包头东河区）
- 小五家回族乡	（赤峰元宝山区）

- 火连寨回族满族镇	（本溪溪湖区）
- 北二十家回族镇	（朝阳建平县）

- 胡家回族乡（长春九台区）
- 双营子回族乡（长春双阳区）

- 菱塘回族乡	（扬州高邮市）

- 牌坊回族满族乡	（合肥肥东县）
- 孤堆回族乡	（淮南谢家集区）
- 二龙回族乡	（滁州定远县）
- 李冲回族乡	（淮南凤台县）
- 古沟回族乡	（淮南潘集区）
- 陶店回族乡	（六安寿县）
- 云梯回族乡	（宣城宁国市）
- 临北回族乡	（蚌埠五河县）
- 赛涧回族乡	（阜阳颍上县）

- 百崎回族乡	（泉州惠安县）
- 陈埭镇	（泉州晋江）

- 辛集回族乡	（济南济阳县）
- 店子回族乡	（济南济阳县）
- 金岭回族镇	（淄博临淄区）
- 张鲁回族镇	（聊城莘县）
- 云峡河回族乡	（潍坊青州市）
- 侯集回族镇	（菏泽曹县）
- 十里望回族乡	（德州禹城市）

- 金寨回族乡	（郑州荥阳市）
- 城关回族镇	（周口太康县）
- 城关回族镇	（周口淮阳县）
- 槐店回族镇	（周口沈丘县）
- 城关回族镇	（商丘宁陵县）
- 城关回族镇	（商丘睢县）
- 伯党回族乡	（商丘民权县）
- 胡集回族乡	（商丘民权县）
- 马庄回族乡	（平顶山叶县）
- 姚庄回族乡	（平顶山郏县）
- 荆乡回族乡	（新乡封丘县）
- 艾庄回族乡	（许昌许昌县）
- 山货回族乡	（许昌禹州市）
- 颍桥回族镇	（许昌襄城县）
- 郭庄回族乡	（南阳镇平县）
- 袁店回族乡	（南阳方城县）
- 蔡寨回族乡	（驻马店西平县）
- 李桥回族镇	（驻马店新蔡县）
- 繁城回族镇	（漯河临颍县）
- 王范回族镇	（洛阳洛宁县）
- 瀍河回族乡	（洛阳瀍河回族区）

- 九里回族乡	（荆门钟祥市）
- 老湾回族乡	（荆州洪湖市）
- 湖北口回族乡	（十堰郧西县）
- 沔城回族镇	（仙桃市）

- 许家桥回族维吾尔族乡	（常德鼎城区）
- 毛家滩回族维吾尔族乡	（常德汉寿县）
- 枫树维吾尔族回族乡	（常德桃源县）
- 青林回族维吾尔族乡	（常德桃源县）
- 山界回族乡	（邵阳隆回县）
- 鲊埠回族乡	（益阳桃江县）

- 草坪回族乡	（桂林雁山区）

- 十里回族乡	（阿坝松潘县）
- 进安回族乡	（阿坝松潘县）
- 蒿溪回族乡	（广元青川县）
- 大院回族乡	（广元青川县）
- 高草回族乡	（凉山西昌市）
- 裕隆回族乡	（凉山西昌市）
- 大兴回族乡	（绵阳盐亭县）

- 十字回族苗族乡	（安顺平坝县）
- 兴发苗族彝族回族乡	（毕节赫章县）
- 梭戛苗族彝族回族乡	（六盘水六枝特区）
- 普田回族乡	（六盘水盘县）
- 杨梅彝族苗族回族乡	（六盘水水城县）
- 月照彝族回族苗族乡	（六盘水钟山区）
- 鲁础营回族乡	（ 黔西南兴仁县）

- 上高桥回族彝族苗族乡	（昭通大关县）
- 布嘎回族乡	（昭通昭阳区）
- 青岗岭回族彝族乡	（昭通昭阳区）
- 守望回族乡	（昭通昭阳区）
- 小龙洞回族彝族乡	（昭通昭阳区）
- 茨院回族乡	（昭通鲁甸县）
- 桃源回族乡	（昭通鲁甸县）
- 新街回族乡	（曲靖会泽县）
- 大庄回族乡	（红河开远市）
- 红甸回族乡	（文山州文山市）
- 九乡彝族回族乡	（昆明宜良县）

- 山寨回族乡	（平凉华亭县）
- 新添堡回族乡	（会宁县）
- 白关堡回族乡	（陇南礼县）
- 峡门回族乡	（平凉崆峒区）
- 白庙回族乡	（平凉崆峒区）
- 新添堡回族乡	（白银会宁县）
- 大寨回族乡	（平凉崆峒区）
- 五顷塬回族乡	（正宁县）
- 香泉回族乡	（定西县）
- 寨河回族乡	（平凉崆峒区）
- 极乐回族乡	（循化县）
- 寨河回族乡	（平凉崆峒区）
- 西阳回族乡	（平凉崆峒区）
- 东关回族乡	（陇南徽县）
- 大秦回族乡	（平凉崆峒区）
- 上杨回族乡	（平凉崆峒区）
- 麻川回族乡	（平凉崆峒区）
- 康庄回族乡	（平凉崆峒区）
- 神裕回族乡	（平凉华亭县）
- 古战回族乡	（甘南临潭县）
- 长川回族乡	（甘南临潭县）
- 卓洛回族乡	（甘南临潭县）
- 勺哇回族乡	（甘南临潭县）

- 高寨回族乡（互助县）
- 塘尔垣回族乡（民和县）
- 大庄回族乡（民和县）
- 沙沟回族乡（平安县）
- 洪水泉回族乡（平安县）
- 古城回族乡（平安县）
- 石灰窑回族乡（平安县）
- 巴藏沟回族乡（平安县）
- 杏儿回族乡（民和县）
- 极乐回族乡（循化县）
- 汉东回族乡（西宁湟中县）
- 大才回族乡（西宁湟中县）
- 上五庄回族乡（西宁湟中县）
- 新街回族乡（贵德县）

- 东巴回族乡	（鄯善县）
- 乌什塔拉回族乡	（和硕县）
- 米粮泉回族乡	（察布查尔县）
- 喻其温回族乡	（伊宁县）
- 三宫回族乡	（霍城县）

#### 回族村（社区）
- 山东省菏泽市牡丹区都司镇西马海村
- 山东省菏泽市牡丹区胡集镇东马海村
- 河南省许昌市襄城县麦岭镇后纪村
- 河南省许昌市襄城县麦岭镇白庙村
- 河南省许昌市襄城县麦岭镇黄庄村
- 河南省焦作市博爱县二仙庙村
- 山东省泰安市宁阳县堽城镇西台里村
- 山西省长治市壶关县五龙山乡东黄野齐村
- 辽宁省沈阳市沈河区回族小区
- 河北省保定市定兴县六里铺回民村

### 中国回族人口分布
| 排序 | 地区       | 总人口        | 回族      | 占回族 人口比重（%） | 占地区少数民族 人口比重（%） | 占地区 人口比重（%） | 占地区民族 人口的位次 |
|      | 合计       | 1,245,110,826 | 9,828,126 | 100                  | 9.33                         | 0.79                 | 第04位                |
|      | 31省份合计 | 1,242,612,226 | 9,816,805 | 99.88                | 9.33                         | 0.79                 | 第04位                |
| G1   | 西北地区   | 89,258,221    | 4,779,851 | 48.63                | 27.38                        | 5.36                 |                       |
| G2   | 华北地区   | 145,896,933   | 1,222,373 | 12.44                | 14.02                        | 0.84                 |                       |
| G3   | 中南地区   | 350,658,477   | 1,194,849 | 12.16                | 4.04                         | 0.34                 |                       |
| G4   | 华东地区   | 358,849,244   | 1,164,675 | 11.85                | 46.60                        | 0.32                 |                       |
| G5   | 西南地区   | 193,085,172   | 941,027   | 9.57                 | 2.61                         | 0.49                 |                       |
| G6   | 东北地区   | 104,864,179   | 514,030   | 5.23                 | 4.70                         | 0.49                 |                       |
| 1    | 宁夏       | 5,486,393     | 1,862,474 | 18.95                | 98.24                        | 33.95                | 第02位                |
| 2    | 甘肃       | 25,124,282    | 1,184,930 | 12.06                | 53.88                        | 4.72                 | 第02位                |
| 3    | 河南       | 91,236,854    | 953,531   | 9.70                 | 83.38                        | 1.05                 | 第02位                |
| 4    | 新疆       | 18,459,511    | 839,837   | 8.55                 | 7.66                         | 4.55                 | 第04位                |
| 5    | 青海       | 4,822,963     | 753,378   | 7.67                 | 33.98                        | 15.62                | 第03位                |
| 6    | 云南       | 42,360,089    | 643,238   | 6.54                 | 4.54                         | 1.52                 | 第08位                |
| 7    | 河北       | 66,684,419    | 542,639   | 5.52                 | 18.69                        | 0.81                 | 第03位                |
| 8    | 山东       | 89,971,789    | 497,597   | 5.06                 | 78.64                        | 0.55                 | 第02位                |
| 9    | 安徽       | 58,999,948    | 337,521   | 3.43                 | 84.84                        | 0.57                 | 第02位                |
| 10   | 辽宁       | 41,824,412    | 264,407   | 2.69                 | 3.94                         | 0.63                 | 第04位                |
| 11   | 北京       | 13,569,194    | 235,837   | 2.40                 | 40.28                        | 1.74                 | 第03位                |
| 12   | 内蒙       | 23,323,347    | 209,850   | 2.14                 | 4.32                         | 0.90                 | 第04位                |
| 13   | 天津       | 9,848,731     | 172,357   | 1.75                 | 64.56                        | 1.75                 | 第02位                |
| 14   | 贵州       | 35,247,695    | 168,734   | 1.72                 | 1.27                         | 0.48                 | 第10位                |
| 15   | 陕西       | 35,365,072    | 139,232   | 1.42                 | 78.92                        | 0.39                 | 第02位                |
| 16   | 江苏       | 73,043,577    | 132,582   | 1.35                 | 51.01                        | 0.18                 | 第02位                |
| 17   | 吉林       | 26,802,191    | 125,620   | 1.28                 | 5.12                         | 0.47                 | 第05位                |
| 18   | 黑龙江     | 36,237,576    | 124,003   | 1.26                 | 7.00                         | 0.34                 | 第05位                |
| 19   | 四川       | 82,348,296    | 109,960   | 1.12                 | 2.67                         | 0.13                 | 第05位                |
| 20   | 福建       | 34,097,947    | 109,880   | 1.12                 | 18.82                        | 0.32                 | 第03位                |
| 21   | 湖南       | 63,274,173    | 97,368    | 0.99                 | 1.52                         | 0.15                 | 第05位                |
| 22   | 湖北       | 59,508,870    | 77,759    | 0.79                 | 2.99                         | 0.13                 | 第04位                |
| 23   | 山西       | 32,471,242    | 61,690    | 0.63                 | 59.80                        | 0.19                 | 第02位                |
| 24   | 上海       | 16,407,734    | 57,514    | 0.59                 | 55.37                        | 0.35                 | 第02位                |
| 25   | 广西       | 43,854,538    | 32,512    | 0.33                 | 0.19                         | 0.07                 | 第05位                |
| 26   | 广东       | 85,225,007    | 25,307    | 0.26                 | 1.99                         | 0.03                 | 第08位                |
| 27   | 浙江       | 45,930,651    | 19,609    | 0.20                 | 4.96                         | 0.04                 | 第06位                |
| 28   | 重庆       | 30,512,763    | 10,064    | 0.10                 | 0.51                         | 0.03                 | 第04位                |
| 29   | 江西       | 40,397,598    | 9,972     | 0.10                 | 7.93                         | 0.02                 | 第03位                |
| 30   | 西藏       | 2,616,329     | 9,031     | 0.09                 | 0.37                         | 0.35                 | 第03位                |
| 31   | 海南       | 7,559,035     | 8,372     | 0.09                 | 0.64                         | 0.11                 | 第05位                |
|      | 现役军人   | 2,498,600     | 11,321    | 0.43                 | 10.13                        | 0.45                 | 第04位                |

## 知名人物

### 元（色目人）
- 赛典赤·贍思丁
- 阿老瓦丁
- 亦思馬因
- 扎马鲁丁
- 阿合馬
- 也黑迭儿丁
- 萨拉布哈
- 萨都剌(雁门萨氏始祖，其后代民族认同多为蒙古族，明朝萨琦一代开始汉化)
- 薛超吾
- 丁鹤年
- 高克恭（广义回鹘人的后代）
- 迭里弥实
- 马祖常

### 明（内地的中西亚穆斯林汉化群体后代，即回族先民）
- 麻贵（明代军事将领）
- 杨应奎（诗人，正德六年进士）
- 胡登州（明代穆斯林学者，经堂教育创始人）
- 王岱舆（明代穆斯林学者，以儒释经先导者之一）
- 梁檀 (画家，书法家， 诗人)
- 米喇印 （南明甘肅地區抗清起義軍領袖）
- 丁國棟 （南明甘肅地區抗清起義軍領袖）

### 清（内地穆斯林后代）
- 马注
- 劉智
- 吴钟
- 白成龙 清朝军事将领，乾隆三十一年，武状元。
- 马明心
- 马德新
- 杜文秀（清末联合回汉黎白等民族抗清起义者，遥奉太平天国）
- 白彦虎 （叛乱头目。同治回乱主要负责人，后逃往俄国）
- 马廷襄
- 马占鳌（西北五马的祖先之一，清代回变中的降清将领，授建威将军，正一品）
- 马海晏（西北五马中的青马家族的开创者，清代回变中的降清将领，其子马麒、马璘其孙马步芳历任青海省政府主席、西北长官公署长官）
- 马千龄（清代回变中的降清将领，马福禄、马福祥之父）
- 王正誼
- 盧嵩高
- 马福禄 - 军事将领，在八国联军之役的北京解围战期间殉国后被追封振威将军。
- 左保贵 - 军事将领，武官正一品建威将军，中日甲午战争期间的广东高州镇总兵，在平壤战役期间殉国。
- 哈国兴 - 军事将领，历任贵州古州镇总兵、云南临元镇总兵、陕西提督（1772年），在平定大小金川期间病逝。
- 马新贻 - 政治人物，历任浙江巡抚、闽浙总督、两江总督兼南洋通商大臣（1868年）。
- 改琦 - 画家，创立了仕女画新的体格，时人称为“改派”，代表作：《红楼梦图咏》、《张夫人晓窗点黛图》、《仕女别泪忧伤图 》等。
- 马永贞 - 武术家，擅长查拳与弹腿功并善于驯马骑马，在1861年秋季上海跑马厅赛马会上击败了前两届赛马冠军史蒂夫。
- 马学礼 - 武术家，河南派形意拳的开山祖师。

### 中华民国以及中华人民共和国

#### 政治・行政
- 马骏 - 中国共产党早期活动家，五四运动时期天津青年学生团体《觉悟社》创始人。
- 郭隆真 - 中国共产党早期活动家，五四运动时期天津青年学生团体《觉悟社》创始人。
- 刘清扬 - 中国共产党早期活动家，五四运动时期天津青年学生团体《觉悟社》创始人。
- 杨静仁 - 中华人民共和国国务院副总理（1980年9月—1982年5月）
- 回良玉 - 中华人民共和国国务院副总理（2003年3月—2013年3月）
- 白立忱 - 中国人民政治协商会议全国委员会副主席（1998年3月—2013年3月）
- 王正伟 - 中国人民政治协商会议全国委员会副主席（2013年3月—2023年3月）
- 咸辉 - 中国人民政治协商会议全国委员会副主席（2023年3月—现任）
- 刘慧 - 中华人民共和国国家民族事务委员会副主任（2016年7月—2022年9月）
- 马玉槐 - 中华人民共和国林业部副部长（1979年5月—1982年4月）
- 王以铭 - 中华全国工商业联合会副主席（1997年11月—2007年11月）
- 端木正 - 中华人民共和国最高人民法院副院长（1990年9月—1995年6月）
- 李成玉 - 中华人民共和国河南省人民政府省长（2003年1月—2008年4月）
- 杨福林 - 新疆生产建设兵团副司令员（2015年4月—2017年4月）
- 韩哲一 - 上海市人民政府副市长（1979年12月—1983年4月）
- 马顺清 - 天津市人民政府副市长（2018年12月—2022年1月）
- 花蓓 - 中国人民政治协商会议上海市委员会副秘书长（2022年1月—现任）
- 张佐 - 中华人民共和国驻北马其顿大使（2019年9月—现任）
- 王开文 - 中华人民共和国驻吉尔吉斯斯坦大使（2009年3月—2013年2月）
- 石宗源 - 中国共产党贵州省委员会书记（2005年12月—2010年8月）
- 金浪白 - 中国人民政治协商会议黑龙江省委员会副主席（1979年12月—1983年4月）
- 安迪伟 - 中国人民政治协商会议贵州省委员会副主席（1992年3月—1998年1月）
- 金立强 - 中国人民政治协商会议江西省委员会副主席（1984年5月—1993年1月）
- 马开贤 - 中国人民政治协商会议云南省委员会副主席（1993年4月—2018年1月）
- 杨冠军 - 中国人民政治协商会议陕西省委员会副主席（2018年1月—现任）
- 金长征 - 中国人民政治协商会议浙江省委员会秘书长（2018年1月—2023年1月）
- 马勇霞 - 中国人民政治协商会议海南省委员会副主席（2018年1月—2022年1月）
- 禹占林 - 中国人民政治协商会议新疆维吾尔自治区委员会副主席（1955年2月—1983年4月）
- 马明亮 - 中国人民政治协商会议新疆维吾尔自治区委员会副主席（1983年4月—1988年1月）
- 尕文祥 - 中国人民政治协商会议新疆维吾尔自治区委员会副主席（1988年1月—1993年1月）
- 张贵亭 - 中国人民政治协商会议新疆维吾尔自治区委员会副主席（1998年1月—2008年1月）
- 刘志勇 - 中国人民政治协商会议新疆维吾尔自治区委员会副主席（2012年1月—2018年1月）
- 马雄成 - 中国人民政治协商会议新疆维吾尔自治区委员会副主席（2018年1月—2022年1月）
- 柯丽 - 中国人民政治协商会议新疆维吾尔自治区委员会副主席（2008年1月—2012年1月）
- 米凤君 - 吉林省人民代表大会常务委员会副主任（2003年1月—2008年1月）
- 马国强 - 湖北省人民代表大会常务委员会副主任（2022年1月—现在）
- 马存亮 - 新疆维吾尔自治区人民代表大会常务委员会副主任（1993年1月—1998年5月）
- 马建国 - 新疆维吾尔自治区人民代表大会常务委员会副主任（1998年5月—2008年1月）
- 马明成 - 新疆维吾尔自治区人民代表大会常务委员会副主任（2008年1月—2018年1月）
- 索跃 - 新疆维吾尔自治区人民代表大会常务委员会副主任（2018年1月—2023年1月）
- 马兴泰 - 中国人民政治协商会议青海省委员会副主席（1955年6月—1963年12月）
- 马文鼎 - 青海省人民代表大会常务委员会副主任（1979年8月—1998年1月）
- 马世清 - 青海省人民代表大会常务委员会副主任（1992年4月—1997年1月）
- 马福海 - 青海省人民代表大会常务委员会副主任（2008年1月—2011年1月）
- 穆东升 - 青海省人民代表大会常务委员会副主任（2011年1月—2018年1月）
- 鸟成云 - 青海省人民代表大会常务委员会副主任（2018年1月—2023年1月）
- 马乐天 - 中国人民政治协商会议青海省委员会副主席（1965年12月—1983年4月）
- 韩生贵 - 中国人民政治协商会议青海省委员会副主席（1983年4月—2008年1月）
- 马吉孝 - 中国人民政治协商会议青海省委员会副主席（2022年1月—2023年1月）
- 李膺 - 甘肃省人民代表大会常务委员会副主任（2007年1月—2008年1月）
- 马丕烈 - 甘肃省人民代表大会常务委员会副主任（1983年5月—1988年2月）
- 马玉海 - 甘肃省人民代表大会常务委员会副主任（1989年3月—1996年2月）
- 穆永吉 - 甘肃省人民代表大会常务委员会副主任（1993年1月—1998年1月）
- 杨怀孝 - 甘肃省人民代表大会常务委员会副主任（1996年2月—2003年1月）
- 马青林 - 甘肃省人民代表大会常务委员会副主任（2013年1月—现任）
- 马廷礼 - 甘肃省人民代表大会常务委员会副主任（2022年1月—现任）
- 马惇靖 - 中国人民政治协商会议甘肃省委员会副主席（1955年2月—1966年）
- 吴鸿宾 - 中国人民政治协商会议甘肃省委员会副主席（1959年12月—1993年1月）
- 马重雍 - 中国人民政治协商会议甘肃省委员会副主席（1980年12月—1990年2月）
- 马祖灵 - 中国人民政治协商会议甘肃省委员会副主席（1984年3月—1993年1月）
- 拜玉凤 - 中国人民政治协商会议甘肃省委员会副主席（1994年4月—2008年1月）
- 喇敏智 - 中国人民政治协商会议甘肃省委员会副主席（1998年1月—2008年1月）
- 马国瑜 - 中国人民政治协商会议甘肃省委员会副主席（2008年1月—2013年1月）
- 黄选平 - 中国人民政治协商会议甘肃省委员会副主席（2008年1月—2018年1月）
- 马文云 - 中国人民政治协商会议甘肃省委员会副主席（2013年1月—现任）
- 刘格平 - 宁夏回族自治区人民委员会主席（1958年10月—1960年9月）
- 王志强 - 宁夏回族自治区人民委员会副主席（1958年10月—1960年9月）
- 马信 - 宁夏回族自治区人民政府主席（1979年2月—1983年2月）
- 张雨浦 - 宁夏回族自治区人民政府主席（2022年5月—现任）
- 黑伯理 - 宁夏回族自治区人民政府主席（1983年2月—1986年7月）
- 马启智 - 宁夏回族自治区人民政府主席（1997年12月—2007年5月）
- 杨辛 - 中国人民政治协商会议宁夏回族自治区委员会副主席（1985年4月—1993年5月）
- 强锷 - 中国人民政治协商会议宁夏回族自治区委员会副主席（1990年4月—1998年5月）
- 马力 - 中国人民政治协商会议宁夏回族自治区委员会副主席（2018年1月—2021年1月）
- 洪洋 - 中国人民政治协商会议宁夏回族自治区委员会副主席（2013年1月—现任）
- 郑震 - 中国人民政治协商会议宁夏回族自治区委员会副主席（2021年1月—现任）
- 马思义 - 中国人民政治协商会议宁夏回族自治区委员会副主席（1958年10月—1964年9月）
- 洪清国 - 中国人民政治协商会议宁夏回族自治区委员会副主席（1958年10月—1983年4月）
- 刘震寰 - 中国人民政治协商会议宁夏回族自治区委员会副主席（1960年3月—1977年12月）
- 马腾霭 - 中国人民政治协商会议宁夏回族自治区委员会副主席（1977年12月—1983年4月）
- 金三寿 - 中国人民政治协商会议宁夏回族自治区委员会副主席（1977年12月—1988年6月）
- 吴鸿业 - 中国人民政治协商会议宁夏回族自治区委员会副主席（1977年12月—1983年4月）
- 李凤藻 - 中国人民政治协商会议宁夏回族自治区委员会副主席（1980年1月—1988年6月）
- 金凤山 - 中国人民政治协商会议宁夏回族自治区委员会副主席（1980年1月—1988年6月）
- 马立凯 - 中国人民政治协商会议宁夏回族自治区委员会副主席（1983年4月—1993年5月）
- 马烈孙 - 中国人民政治协商会议宁夏回族自治区委员会副主席（1983年4月—1998年5月）
- 马德钟 - 中国人民政治协商会议宁夏回族自治区委员会副主席（1986年4月—1993年5月）
- 郝廷藻 - 中国人民政治协商会议宁夏回族自治区委员会副主席（1990年4月—1998年5月）
- 仝开锦 - 中国人民政治协商会议宁夏回族自治区委员会副主席（1993年5月—1998年5月）
- 金晓昀 - 中国人民政治协商会议宁夏回族自治区委员会副主席（1998年5月—2008年1月）
- 马国权 - 中国人民政治协商会议宁夏回族自治区委员会副主席（1998年5月—2013年1月）
- 马占山 - 中国人民政治协商会议宁夏回族自治区委员会副主席（2003年1月—2008年1月）
- 张乐琴 - 中国人民政治协商会议宁夏回族自治区委员会副主席（2008年1月—2018年1月）
- 田成江 - 中国人民政治协商会议宁夏回族自治区委员会副主席（2013年1月—2018年1月）
- 李彦凯 - 中国人民政治协商会议宁夏回族自治区委员会副主席（2018年1月—2021年1月）
- 马秀珍 - 中国人民政治协商会议宁夏回族自治区委员会副主席（2021年1月—现任）
- 马文娟 - 中国人民政治协商会议宁夏回族自治区委员会副主席（2023年1月—现任）
- 马青年 - 宁夏回族自治区人民代表大会常务委员会主任（1980年1月—1987年4月）
- 马思忠 - 宁夏回族自治区人民代表大会常务委员会主任（1988年5月—1998年5月）
- 文力 - 宁夏回族自治区人民代表大会常务委员会副主任（1988年5月—1998年5月）
- 李锐 - 宁夏回族自治区人民代表大会常务委员会副主任（2017年1月—2021年1月）
- 李微冬 - 宁夏回族自治区人民代表大会常务委员会副主任（1980年1月—1982年5月）
- 马有德 - 宁夏回族自治区人民代表大会常务委员会副主任（1980年1月—1988年5月）
- 丁毅民 - 宁夏回族自治区人民代表大会常务委员会副主任（1983年4月—1988年5月）
- 彭林柏 - 宁夏回族自治区人民代表大会常务委员会副主任（1983年4月—1988年5月）
- 白振华 - 宁夏回族自治区人民代表大会常务委员会副主任（1993年5月—1998年5月）
- 杨惠云 - 宁夏回族自治区人民代表大会常务委员会副主任（1993年5月—1998年5月）
- 马启新 - 宁夏回族自治区人民代表大会常务委员会副主任（1993年5月—1998年5月）
- 马昌裔 - 宁夏回族自治区人民代表大会常务委员会副主任（1998年5月—2008年1月）
- 韩有为 - 宁夏回族自治区人民代表大会常务委员会副主任（1998年5月—2008年1月）
- 刘兴中 - 宁夏回族自治区人民代表大会常务委员会副主任（1998年5月—2007年1月）
- 洪维宗 - 宁夏回族自治区人民代表大会常务委员会副主任（1999年2月—2003年1月）
- 马骏廷 - 宁夏回族自治区人民代表大会常务委员会副主任（2003年1月—2008年1月）
- 马秀芬 - 宁夏回族自治区人民代表大会常务委员会副主任（2007年1月—2013年1月）
- 马瑞文 - 宁夏回族自治区人民代表大会常务委员会副主任（2008年1月—2013年1月）
- 王儒贵 - 宁夏回族自治区人民代表大会常务委员会副主任（2013年1月—2018年1月）
- 吴玉才 - 宁夏回族自治区人民代表大会常务委员会副主任（2013年1月—2021年1月）
- 马三刚 - 宁夏回族自治区人民代表大会常务委员会副主任（2016年1月—2018年1月）
- 杨玉经 - 宁夏回族自治区人民代表大会常务委员会副主任（2021年2月—现任）
- 白尚成 - 宁夏回族自治区人民代表大会常务委员会副主任（2022年1月—现任）
- 阿东 - 中国共产主义青年团中央委员会书记处第一书记（2023年5月—现任）
- 夏杰 - 中华全国妇女联合会副主席、书记处书记（2018年11月—2023年2月）
- 杨志文 - 青海省人民政府秘书长（2021年9月—2022年3月）
- 马汉成 - 中国共产党宁夏回族自治区委员会统战部部长（2022年3月—现任）
- 韩幽桐 - 宁夏回族自治区高级人民法院院长（1958年—1963年）
- 沙闻麟 - 宁夏回族自治区高级人民法院院长（2018年1月—现任）
- 贾瑞琴 - 河南省人民代表大会常务委员会民族侨务工作委员会兼外事工作委员会主任（2020年3月—现任）
- 展涛 - 联合国教科文组织教育信息技术研究所董事会主席（2017年2月—现任）
- 戴秀英 - 中国人民政治协商会议全国委员会委员（2018年3月—2023年3月）
- 杨志红 - 中国人民政治协商会议全国委员会委员（2018年3月—2023年3月）
- 魏明德 - 中国人民政治协商会议全国委员会委员（2018年3月—2023年3月）
- 李惠东 - 中国国民党革命委员会中央委员会副主席（2016年12月）、中国人民政治协商会议全国委员会常务委员（2018年3月）
- 王曾善 - 中国回教近东访问团团长（1937年11月）、中华民国新疆省民政厅厅长（1947年4月）。
- 马天英 - 中国回教近东访问团团员（1937年11月）、中国回教南洋访问团团长（1939年12月）。
- 张兆理 - 中国回教近东访问团团员（1937年11月）、《伊理月刊》社长兼发行人（1936年8月）。
- 薛文波 - 中国回教近东访问团团员（1937年11月）、中国回教青年会创始人（1949年7月）。
- 王世明 - 中国回教近东访问团团员（1937年11月）、中华民国驻沙特阿拉伯大使（1957年5月）。
- 刘文雄 - 中华民国立法院立法委员（1999年2月—2008年1月）
- 时子周 - 中国国民党中央委员会中央执行委员（1945年5月）
- 马志武 - 江西省人民代表大会常务委员会副主任（2013年1月—2023年1月）
- 马利民 - 全国人民代表大会代表（第13届、第14届）中国烹饪协会副会长兼兰州牛肉拉面行业协会会长。
- 马晖玲 - 全国人民代表大会代表（第13届、第14届）甘肃农业大学教授。
- 马永平 - 全国人民代表大会代表（第13届、第14届）保定市第二医院口腔科主任。

#### 军人・警察
- 马本斋 - 抗日民族英雄，八路军冀中军区回民支队司令员（1939年）。
- 张鸿仪 - 抗日民族英雄，八路军鲁南军区鲁南独立支队政治委员（1943年11月）。
- 白崇禧 - 中华民国陆军一级上将，中华民国国防部部长（1946年）。
- 马步芳 - 中华民国陆军中将加上将衔，西北军阀马家军重要人物。
- 马鸿逵 - 中华民国陆军中将加上将衔，西北军阀马家军重要人物。
- 马鸿宾 - 中华民国陆军中将加上将衔，西北军阀马家军重要人物。
- 马敦静 - 中华民国陆军中将，宁夏兵团司令官（1949年）。
- 马继援 - 中华民国陆军中将，青海兵团司令官（1949年）。
- 安舜 - 中华民国陆军中将，军事参议院中将参议（1950年）。
- 丁铁石 - 中国人民解放军副兵团职领导干部，中国人民解放军基本建设工程兵后勤部政治委员（1980年）。
- 刘瑞方 - 中国人民解放军开国少将，中国人民解放军兰州军区政治部主任（1965年）。
- 刘世昌 - 中国人民解放军开国少将，中国人民解放军空军纪律检查委员会书记（1985年）。
- 沙显明 - 中国人民解放军空军中将，中国人民解放军沈阳军区空军政治委员（1997年）。
- 刘振来 - 中国人民解放军空军中将，中国人民解放军北京军区空军政治委员（2003年）。
- 马国超 - 中国人民解放军海军少将，中国人民解放军海军航空兵副政治委员（1994年）。
- 李晓岩 - 中国人民解放军海军少将，中国人民解放军南部战区海军副参谋长（2016年）。
- 马建新 - 中国人民解放军海军少将，中国人民解放军海军青岛基地司令员（1990年）。
- 马子龙 - 中国人民解放军中将，中国人民解放军成都军区副政治委员（2000年）。
- 饶开勋 - 中国人民解放军中将，中国人民解放军战略支援部队副司令员（2016年）。
- 王玉 - 中国人民解放军少将，中国人民解放军新疆军区纪律检查委员会副书记（1985年）。
- 刘世参 - 中国人民解放军少将，中国人民解放军装甲兵工程学院院长（1994年）。
- 兰仲杰 - 中国人民解放军少将，中国人民解放军青海省军区司令员（1996年）。
- 兰书臣 - 中国人民解放军少将，中国人民解放军军事科学院军事百科研究部副部长。
- 丁兆乾 - 中国人民解放军少将，中国人民解放军四川省军区司令员（1992年）。
- 陈大民 - 中国人民解放军少将，中国人民解放军湖北省军区政治委员（2012年）。
- 刘世参 - 中国人民解放军少将，中国人民解放军装甲兵工程学院院长（1994年）。
- 杨生礼 - 中国人民武装警察部队少将，中国人民武装警察部队宁夏回族自治区总队总队长（1995年）。
- 王佐明 - 中国人民武装警察部队少将，中国人民武装警察部队四川省总队总队长（2006年）。
- 王平安 - 中国人民武装警察部队少将，中国人民武装警察部队浙江省总队总队长（2020年）。
- 谢永春 - 宁夏回族自治区公安厅党委委员、自治区纪委监委驻公安厅纪检监察组组长（2018年11月）。

#### 经济・经营
- 丁世忠 - 安踏体育用品有限公司总裁，位列《2025胡润中国富豪榜》第107位。
- 薛光林 - 光汇石油(控股)有限公司董事局主席，位列《2012福布斯中国富豪榜》第59位。
- 马永升 - 云南昊龙实业集团有限公司总裁，位列《2020胡润中国富豪榜》第891位。
- 蔡金勇 - 高盛集团公司高华证券有限责任公司首席执行官，国际金融公司历史上第一位担任该职务的中国籍人士。
- 郭东泽 - 安通控股股份有限公司董事长，位列《2018胡润全球富豪榜》第1658位。
- 米恩华 - 改革开放40年百名杰出民营企业家之一，新疆华凌工贸(集团)有限公司总裁，位列《2020福布斯全球富豪榜》第1415位。
- 张思民 - 深圳海王集团股份有限公司董事长，位列《2020胡润全球富豪榜》第2476位。
- 徐和谊 - 北京汽车集团有限公司董事长（2007年10月）
- 于晓玉 - 全国三八红旗手、山东中瑞海产食品有限公司董事长（2000年1月）。
- 常铸久 - 民国时期天津商会会长。

#### 宗教・文化・教育届人士
- 王静斋 - 中国现代“四大阿訇”之一，中华民国台北清真大寺阿訇。
- 马松亭 - 中国现代“四大阿訇”之一，中国伊斯兰教经学院名誉院长。
- 哈德成 - 中国现代“四大阿訇”之一，中国回教学会创始人。
- 达浦生 - 中国现代“四大阿訇”之一，中国伊斯兰教经学院院长。
- 张杰 - 中国伊斯兰教协会主任（1980年4月）注：1987年后中国伊协主任/副主任改称会长/副会长
- 安士伟 - 中国伊斯兰教协会会长（1993年12月）
- 陈广元 - 中国伊斯兰教协会会长（2000年1月）
- 杨发明 - 中国伊斯兰教协会会长（2016年11月）
- 马震武 - 中国伊斯兰教协会副主任（1953年5月）
- 刘品一 - 中国伊斯兰教协会副主任（1956年12月）
- 白寿彝 - 《光明日报》的创办者之一、中国伊斯兰教协会副主任（1963年11月）
- 沙梦弼 - 中国伊斯兰教经学院副院长、中国伊斯兰教协会副主任（1963年11月）
- 李恕 - 中国伊斯兰教经学院副院长、中国伊斯兰教协会副主任（1963年11月）
- 沈遐熙 - 中央民族学院副院长、中国伊斯兰教协会副主任（1980年4月）
- 张秉铎 - 中国著名阿拉伯语学家、中国伊斯兰教协会副主任（1980年4月）
- 马贤 - 中国伊斯兰教经学院副院长、中国伊斯兰教协会副会长（1987年3月）
- 宛耀宾 - 曾任国家宗教事务局副局长、中国伊斯兰教协会副会长（1993年12月）
- 马人斌 - 上海市伊斯兰教协会会长、中国伊斯兰教协会副会长（1993年12月）
- 盖世明 - 河南省伊斯兰教协会会长、中国伊斯兰教协会副会长（1993年12月）
- 马良骥 - 陕西省伊斯兰教协会会长、中国伊斯兰教协会副会长（1993年12月）
- 谢生林 - 宁夏回族自治区伊斯兰教协会会长、中国伊斯兰教协会副会长（1993年12月）
- 马云福 - 中华海外联谊会常务理事、中国伊斯兰教协会副会长（1993年12月）
- 伍贻业 - 南京大学民族与宗教学教授、中国伊斯兰教协会副会长（2000年1月）
- 刘宝琦 - 河南省伊斯兰教协会会长、中国伊斯兰教协会副会长（2000年1月）
- 丁文方 - 山东省伊斯兰教协会会长、中国伊斯兰教协会副会长（2000年1月）
- 李鸿宾 - 辽宁省伊斯兰教协会会长、中国伊斯兰教协会副会长（2000年1月）
- 马忠杰 - 曾任中国伊斯兰教协会副秘书长兼编辑部主任、中国伊斯兰教协会副会长（2000年1月）
- 余振贵 - 中国宗教学会副会长、中国伊斯兰教协会副会长（2000年1月）
- 马安泰 - 乌鲁木齐陕西大寺阿訇、中国伊斯兰教协会副会长（2006年5月）
- 洪长有 - 中国宗教学会理事、中国伊斯兰教协会副会长（2006年5月）
- 杨志波 - 中国宗教学会理事、中国伊斯兰教协会副会长（2006年5月）
- 刘书祥 - 曾任国家宗教事务局副局长、中国伊斯兰教协会副会长（2006年5月）
- 郭承真 - 中国伊斯兰教协会秘书长(兼)、中国伊斯兰教协会副会长（2011年9月）
- 马寿新 - 乌鲁木齐凤翔寺阿訇、中国伊斯兰教协会副会长（2011年9月）
- 达庆利 - 江苏省伊斯兰教协会会长、中国伊斯兰教协会副会长（2011年9月）
- 穆可发 - 安徽省伊斯兰教协会秘书长、中国伊斯兰教协会副会长（2011年9月）
- 刘克杰 - 北京法源清真寺阿訇、中国伊斯兰教协会副会长（2011年9月）
- 金宏伟 - 上海小桃园清真寺阿訇，中国伊斯兰教协会副会长（2016年11月）
- 米寿江 - 江苏省青年管理干部学院常务副院长、中国伊斯兰教协会副会长（2016年11月）
- 金汝彬 - 中国伊斯兰教协会新闻发言人、中国伊斯兰教协会副会长（2016年11月）
- 从恩霖 - 中国伊斯兰教经学院副院长、中国伊斯兰教协会副会长（2016年11月）
- 杨瑞强 - 吉林省伊斯兰教协会会长、中国伊斯兰教协会副会长（2016年11月）
- 寇金发 - 昌吉陕西寺阿訇、中国伊斯兰教协会副会长（2016年11月）
- 蒋锡夔 - 上海大学化学化工学院首任院长、中国科学院院士（1991年当选）
- 张广学 - 中国昆虫学会理事长、中国科学院院士（1991年当选）
- 纳忠 - 中国非洲史研究会会长及名誉会长
- 曹小红 - 天津科技大学校长（2006年4月—2013年3月）
- 刘广均 - 中国核工业集团核工业理化工程研究院高级工程师、中国科学院院士（1991年当选）
- 白先勇 - 20世纪中文小说100强作品《台北人》作者
- 霍达 - 茅盾文学奖获奖作品《穆斯林的葬礼》作者
- 沙叶新 - 全国少数民族文学创作骏马奖获奖作品《陈毅市长》作者
- 张承志 - 全国优秀中篇小说奖获奖作品《黑骏马》作者
- 王子平 - 第一届中国武术协会副主席
- 脱维善 - 中国香港伊斯兰脱维善纪念中学创办人，该校为全香港唯一一间有伊斯兰教背景的中学，著名校友包括：李佳芯、张国强、郭富城、叶世荣、于品海等。

#### 演艺・体育・曲艺届人士
- 高洪波 - 中国足球运动员，中国国家男子足球队主教练（2009年6月至2011年8月、2016年2月至2016年10月）。
- 武磊 - 中国足球运动员，中国国家男子足球队队员，2018年度中国足球先生，中国足球超级联赛最佳射手（2018）。
- 张琳芃 - 中国足球运动员，中国国家男子足球队队员，2013年度中国足球超级联赛最佳阵容。
- 刘华娜 - 中国足球运动员，中国国家女子足球队队员，2006年亚足联女子亚洲杯冠军。
- 曹阳 - 中国足球运动员，天津泰达足球俱乐部(现天津津门虎足球俱乐部)队长，在中国足球超级联赛素有“带刀侍卫”的美誉。
- 杜锋 - 中国篮球运动员，2004年度CBA总决赛最有价值球员，中国国家男子篮球队主教练（2019年10月）。
- 张斌 - 中国篮球运动员，中国国家男子篮球队队员，中国国家男子篮球队主教练（1996年至1997年）。
- 穆铁柱 - 中国篮球运动员，中国国家男子篮球队队员，新中国篮球运动杰出贡献奖获得者。
- 穆祥雄 - 中国游泳运动员，《中国体育报》建国50年新中国体育50星之一，中国游泳协会副主席（1979年）。
- 曹磊 - 中国举重运动员，2006年世界举重锦标赛75公斤级金牌获得者，2008年夏季奥林匹克运动会75公斤级金牌获得者（因尿检不合格后被取消资格）。
- 赵长军 - 中国武术运动员，《中国体育报》建国45周年体坛45英杰之一，其弟子为香港动作片演员甄子丹。
- 杨阳 - 中国短道速滑运动员，中国短道速滑杰出贡献奖获得者。
- 马燕红 - 中国体操运动员，中国国家女子体操队队员，中国第一个体操世界冠军以及中国第一个体操奥运会冠军获得者。
- 穆宇欣 - 国际级助理裁判员，2010年国际足协世界杯87人裁判名单中唯一中国籍裁判代表。
- 于魁智 - 中国著名京剧艺术家，中国国家京剧院一级演员，中国戏剧梅花奖(戏曲)获得者。
- 马连良 - 中国著名京剧艺术家，中华民国时期京剧三大家之一。
- 于和偉 - 中国大陆男演员，代表作：《三国》、《楚漢傳奇》、《大軍師司馬懿之軍師聯盟》。
- 陈建斌 - 中国大陆男演员，第51届金马奖最佳男主角，代表作：《后宫甄嬛传》、《三国》、《一个勺子》等。
- 屠洪刚 - 中国大陆男歌手，全国青年歌手电视大奖赛优秀歌手，代表作：《霸王别姬》、《精忠报国》、《孔雀东南飞》等。
- 多亮 - 中国大陆男歌手，香港新城电台新城国语力颁奖礼内地新人王奖，代表作：《小情歌》、《你的背包》、《让每个人心碎》等。
- 沙宝亮 - 中国大陆男歌手，代表作：《暗香》、《男人好难》、《最初的信仰》等。
- 蔡国庆 - 中国大陆男歌手，中国人民解放军总政歌舞团男歌手（正师级）。
- 哈辉 - 中国大陆女歌手，中国国学推广大使、中华吟诵学会副理事长。
- 李斯丹妮 - 中国大陆女歌手，中国女子音乐组合X-SISTER成员。
- 李荣浩 - 中国大陆男歌手，2014年凭借《模特》专辑入围第25届金曲奖流行音乐类最佳国语专辑奖、最佳作词人奖、最佳专辑制作人奖、最佳国语男歌手奖、最佳新人奖5项大奖。
- 马天宇 - 中国大陆男歌手。
- 陈鲁豫 - 中国大陆主持人，香港凤凰卫视《鲁豫有约》栏目主持人，获“中央电视台最受欢迎的十大节目主持人”称号。
- 撒贝宁 - 中国大陆主持人，中央电视台《今日说法》、《开讲啦》、《梦想合唱团》栏目主持人，中国电视金鹰奖最佳电视节目主持人。
- 王刚 - 中国大陆主持人、男演员、收藏家，中国电视金鹰奖最佳男配角，代表作：《宰相刘罗锅》、《京华烟云》、《铁齿铜牙纪晓岚》等。
- 哈文 - 中国大陆制片人、女导演，2012年(龙)、2013年(蛇)、2015年(羊)中国中央电视台春节联欢晚会总导演。
- 海霞 - 中国大陆主持人，中国中央电视台《新闻联播》栏目主持人，中国播音主持金话筒奖获得者。
- 马三立 - 中国相声演员，被誉为“相声泰斗”，代表作：《十点钟开始》、《开粥厂》、《练气功》等。
- 马志明 - 中国相声演员，马三立之子，代表作：《纠纷》、《自食其果》、《五味俱全》等。
- 王惠 - 德云社大当家，郭德纲的妻子，张云雷的表姐，白派京韵大鼓演员，代表作：遣晴雯，黛玉焚稿等
- 张云雷 - 中国相声演员，歌手，德云社演出八队的队长，代表作：《探清水河》、《毓贞》 、《蓝色天空》、《牵挂》、《爱一个人》、《干一杯》、《听潮》《画中寻》等。
- 曹云金 - 中国相声演员，2012年中国曲艺牡丹奖新人奖获得者。
- 常佩业 - 中国相声演员，1995年中国曲艺牡丹奖获得者。
- 张睿 - 中国大陆男演员，2021年中国大陆电视连续剧《新还珠格格》中饰演永琪。
- 雅琦 - 中国大陆女演员，1996年中国大陆电视连续剧《战国》中饰演斯妤。
- 吴樾 - 中国大陆男演员，2000年中国大陆电视连续剧《霍元甲》中中饰演霍元甲。
- 金晨 - 中国大陆女演员，湖南卫视《舞动奇迹》第三季总决赛冠军。
- 蔡明 - 中国大陆女演员及小品演员，从1991年至2019年共计28次登上央视春晚。
- 杜淳 - 中国大陆男演员，2005年中国大陆电视连续剧《汉武大帝》中饰演青年刘彻(汉武帝)。
- 杨烁 - 中国大陆男演员，2014中国大陆电视连续剧《神犬奇兵》中饰演郭有栋(郭油子)。
- 蒋欣 - 中国大陆女演员，2011年中国大陆电视连续剧《后宫甄嬛传》中饰演年世兰(敦肃皇贵妃)。
- 马雅舒 - 中国大陆女演员，1999年中国大陆电视连续剧《文成公主》中饰演尺尊公主。
- 洪宇宙 - 中国大陆男演员，1994年中国大陆电视连续剧《三国演义》中饰演周瑜。
- 李默然 - 中国大陆男演员，1962年长春电影制片厂电影《甲午风云》中饰演邓世昌。
- 买红妹 - 中国大陆女演员及小品演员，代表作：《女兵公开日记》、《小保姆》、《新疆妹买买提》等。
- 马思纯 - 中国大陆女演员，第53届金马奖最佳女主角奖获得者。
- 达式常 - 中国大陆男演员，第4届大众电影百花奖最佳男主角奖获得者。
- 贾晓晨 - 中国香港女演员，2012年中国香港电视连续剧《法网狙击》中饰演佘祝青。
- 李明启 - 中国大陆女演员，1997年中国大陆/台湾电视剧连续剧《还珠格格》中饰演容嬷嬷。
- 刘诗诗 - 中国大陆女演员，2011年中国大陆电视剧连续剧《步步惊心》中饰演张晓和马尔泰·若曦。
- 陈钢 - 中国著名作曲家，《梁山伯与祝英台小提琴协奏曲》的创作者。
- 李德伦 - 中国著名指挥家，中央乐团(中国交响乐团前身)常任指挥，被誉为“中国交响乐之父”。
- 童自荣 - 中国配音演员
- 米广江（伊斯兰书法家）
- 本兮（歌手）
- 金子涵（歌手、舞者）
- 金萍 - 全国政协委员、河南省青联副主席、河南省影视家协会副主席、河南省歌舞演艺集团副总经理。
- 李兰迪 - 中国大陆女演员，2019年中国大陆电视剧连续剧梦回中饰演女主角茗薇/徐蔷薇。
- 洪尧 - 中国大陆男演员，延禧攻略中饰演爱新觉罗弘昼。

### 引用
1. ↑  . The Economist. 8 October 2016  [8 October 2016]. （原始内容存档于7 October 2016）.
2. ↑  . Alfaisal Magazine.   [2022-08-01]. （原始内容存档于2022-11-10）.
3. ↑  . midad.com.   [2022-08-01]. （原始内容存档于2022-11-29）.
4. 1 2  呂思勉《中國通史》，台灣五南出版，2019年，ISBN 9789577634368。
5. 1 2  呂思勉《中國民族史兩種》，上海古籍出版社，2008年。ISBN 9787532548439
6. 1 2 3 4  杨志玖. . 天津: 南开大学出版社. 2003. ISBN 7-310-01768-4. NLC 002358510.
7. 1 2 3 4 5  邱樹森. . 寧夏人民出版社. 2012年.
8. 1 2  張中復〈論元朝在當代回族形成過程中的地位——以民族史建構為中心的探討〉，收入蕭啟慶主編《蒙元的歷史與文化——蒙元史學術研討會論文集》，台北學生書局，2001年。頁833-864。
9. ↑   明实录 https://ctext.org/searchbooks.pl?if=en&searchu=%E6%98%8E%E5%AE%9E%E5%BD%95
10. ↑   西陲闻见录 
 https://ctext.org/wiki.pl?if=gb&res=533619&remap=gb
11. ↑  清史稿 https://ctext.org/searchbooks.pl?if=en&searchu=%E6%B8%85%E5%8F%B2%E7%A8%BF （页面存档备份，存于）
12. ↑  辛卯侍行记 https://ctext.org/wiki.pl?if=gb&res=618630&remap=gb
13. ↑  Theaker, H. (2021). Old Rebellions, New Minorities: Ma Family Leaders and Debates Over Communal Representation Following the Xinhai Rebellion, 1911. Global Intellectual History, 7(6), 1016–1036. https://doi.org/10.1080/23801883.2021.1939503
14. ↑  Zhao, Suisheng. . Stanford, California: Stanford University Press. 2004. ISBN 978-0-8047-4897-1.
15. ↑  . China Heritage Quarterly. 2006-03  [2024-07-25]. ISSN 1833-8461. （原始内容存档于2016-03-14）.
16. ↑  Muslim Chinese : ethnic nationalism in the People's Republic. Gladney, Dru C. Cambridge, Mass,1996
17. ↑  . 中央研究院近代史研究所. 2005: 574. ISBN 9789860459555.
18. ↑  余敏玲 (编). . 中央研究院近代史研究所. 2012: 395–428. ISBN 978-986-03-3147-9. OCLC 816419264.
19. ↑  Cieciura, Wlodzimierz. . Review of Religion and Chinese Society. 2018, 5 (2): 135-155. doi:10.1163/22143955-00502002.
20. ↑  《夢溪筆談》卷5〈音律〉：「邊兵每得勝回，則連隊抗聲凱歌，乃古之遺音也。凱歌詞甚多，皆市井鄙俚之語。餘在鄜延時，製數十曲，令士卒歌之，今粗記得數篇。……其四：『旗隊渾如錦繡堆，銀裝背嵬打回回。先教凈掃安西路，待向河源飲馬來。』
21. ↑  杨志玖. . 回族研究. 1992, (4): 5–15. ISSN 1002-0586. CNKI HZYJ199204001.
22. ↑  Le mahométisme en Chine et dans le Turkestan Oriental,par Philibert DABRY DE THIERSANT (1826-1898)Dessins de F. Ragamey Ernest Leroux, Paris, 1878, 2 tomes 364+532 pages+ illustrations.https://www.chineancienne.fr/ （页面存档备份，存于）
23. ↑  DESCRIPTION GEOGRAPHIQUE, HISTORIQUE,
CHRONOLOGIQUE, POLITIQUE, ET PHYSIQUE DE L’EMPIRE DE LA CHINE ET DE LA TARTARIE CHINOISE,par le P. Jean-Baptiste DU HALDE, de la Compagnie de Jésus
(1674-1743)Tome premier A Paris, chez P. G. LEMERCIER, Imprimeur-libraire, rue saint Jacques, au livre d’Or. MDCCXXXV.Avec approbation et privilège du Roi.https://www.chineancienne.fr/ （页面存档备份，存于）
24. ↑  新疆礼俗志新疆小正https://ctext.org/wiki.pl?if=gb&res=433323 （页面存档备份，存于）
25. ↑  Gillette 2000，第12頁.
26. ↑  Gillette 2000，第13頁.
27. ↑  Gladney 1996，第18頁; or Lipman 1997，第xxiii-xxiv頁
28. ↑  Gladney 2004，第161頁; he refers to Leslie 1986，第195–196頁
29. ↑  Gladney 1996，第33, 399頁.
30. ↑  Millward 1998，第215頁.
31. ↑  Newby, Laura. . BRILL. 2005: 148  [28 November 2010]. ISBN 90-04-14550-8.
32. ↑  張佳. . 中央研究院歷史語言研究所集刊. 2013年.
33. ↑  Shih, Chih-yu. . Taylor & Francis. 2004-01-14  [2022-10-12]. ISBN 978-0-203-21705-4. （原始内容存档于2022-11-04） （英语）.
34. ↑  民族问题研究会编：《回回民族问题》，21页，民族出版社，1982。
35. ↑  张注洪／王晓秋 主编《国外中国近现代史硏究述评》，中国文史出版社，1999年，第139頁
36. ↑  . www.scio.gov.cn.   [2022-10-12]. （原始内容存档于2022-11-02）.
37. 1 2 3  . 中广网. 2005-07-07  [2010-07-05]. （原始内容存档于2010-12-23） （简体中文）.
38. ↑  . 福客民俗网. 2007-09-28  [2010-06-23]. （原始内容存档于2011-10-28） （简体中文）.
39. ↑  許向陽. . 香港前線差會. 2013: 12.
40. ↑  .   [2017-12-22]. （原始内容存档于2017-12-01）.
41. ↑  Gransow, Bettina; Nyíri, Pál; Fong, Shiaw-Chian. . Lit Verlag. 2005: 125  [28 June 2010]. ISBN 3-8258-8806-1.
42. ↑  .   [2022-07-25]. （原始内容存档于2022-11-16）.
43. ↑  Yao, Hong-Bing; Wang, Chuan-Chao; Tao, Xiaolan; Shang, Lei; Wen, Shao-Qing; Zhu, Bofeng; Kang, Longli; Jin, Li; Li, Hui. . Scientific Reports. 2016-12, 6 (1)  [2022-10-12]. Bibcode:2016NatSR...638656Y. ISSN 2045-2322. PMC 5141421 . PMID 27924949. doi:10.1038/srep38656. （原始内容存档于2022-11-04） （英语）.
44. ↑  Ma, Bin; Chen, Jinwen; Yang, Xiaomin; Bai, Jingya; Ouyang, Siwei; Mo, Xiaodan; Chen, Wangsheng; Wang, Chuan-Chao; Hai, Xiangjun. . Frontiers in Genetics. 2021-12-21, 12  [2022-10-12]. ISSN 1664-8021. PMC 8724515 . PMID 34992635. doi:10.3389/fgene.2021.795570. （原始内容存档于2023-02-10）.
45. ↑  Ma, Xixian; Yang, Wenjun; Gao, Yang; Pan, Yuwen; Lu, Yan; Chen, Hao; Lu, Dongsheng; Xu, Shuhua. Su, Bing , 编. . Molecular Biology and Evolution. 2021-08-23, 38 (9)  [2022-10-12]. ISSN 1537-1719. PMC 8382924 . PMID 34021754. doi:10.1093/molbev/msab158. （原始内容存档于2022-11-04） （英语）.
46. ↑  宋砚考释 《回回药方考释》 中华书局 ISBN 978-7-101-02063-2